# Liste des contributions des États membres au budget de l'Union européenne par État
La liste ci-dessous présente les contributions des États membres au budget de l'Union européenne par État. 

## Définitions
Les définitions suivantes permettent la lecture des tableaux :
- Contribution brute : ce que chaque État verse directement à l'Union européenne

- Fonds reçus : ce que l'Union européenne verse à chaque État (PAC, FEDER, FSE...)
- Contribution nette : Contribution brute - Fonds reçus
- CB/DT : Contribution brute / Dépenses totales (cf. section "Budget Union Européenne)
- CB/RT : Contribution brute / Recettes totales (cf. section "Budget Union Européenne)

## Budget de l'Union européenne
Montants en millions d'euros
| Année | Dépenses | Recettes | Graphique                                                                               |
| ----- | -------- | -------- | --------------------------------------------------------------------------------------- |
| 2000  | 83 450   | 92 724   | Dépenses et recettes de l'Union européenne (en milliards d'euros) - Dépenses - Recettes |
| 2001  | 79 987   | 94 289   | Dépenses et recettes de l'Union européenne (en milliards d'euros) - Dépenses - Recettes |
| 2002  | 85 144   | 95 434   | Dépenses et recettes de l'Union européenne (en milliards d'euros) - Dépenses - Recettes |
| 2003  | 90 557   | 93 469   | Dépenses et recettes de l'Union européenne (en milliards d'euros) - Dépenses - Recettes |
| 2004  | 100 139  | 103 512  | Dépenses et recettes de l'Union européenne (en milliards d'euros) - Dépenses - Recettes |
| 2005  | 104 835  | 107 091  | Dépenses et recettes de l'Union européenne (en milliards d'euros) - Dépenses - Recettes |
| 2006  | 106 576  | 108 423  | Dépenses et recettes de l'Union européenne (en milliards d'euros) - Dépenses - Recettes |
| 2007  | 113 953  | 117 563  | Dépenses et recettes de l'Union européenne (en milliards d'euros) - Dépenses - Recettes |
| 2008  | 116 545  | 121 584  | Dépenses et recettes de l'Union européenne (en milliards d'euros) - Dépenses - Recettes |
| 2009  | 118 361  | 117 626  | Dépenses et recettes de l'Union européenne (en milliards d'euros) - Dépenses - Recettes |
| 2010  | 122 231  | 127 795  | Dépenses et recettes de l'Union européenne (en milliards d'euros) - Dépenses - Recettes |
| 2011  | 129 395  | 130 000  | Dépenses et recettes de l'Union européenne (en milliards d'euros) - Dépenses - Recettes |
| 2012  | 138 683  | 139 541  | Dépenses et recettes de l'Union européenne (en milliards d'euros) - Dépenses - Recettes |
| 2013  | 148 469  | 149 504  | Dépenses et recettes de l'Union européenne (en milliards d'euros) - Dépenses - Recettes |
| 2014  | 142 497  | 143 940  | Dépenses et recettes de l'Union européenne (en milliards d'euros) - Dépenses - Recettes |
| 2015  | 145 243  | 146 027  | Dépenses et recettes de l'Union européenne (en milliards d'euros) - Dépenses - Recettes |
| 2016  | 136 416  | 144 089  | Dépenses et recettes de l'Union européenne (en milliards d'euros) - Dépenses - Recettes |
| 2017  | 137 379  | 139 023  | Dépenses et recettes de l'Union européenne (en milliards d'euros) - Dépenses - Recettes |
| 2018  | 156 910  | 158 643  | Dépenses et recettes de l'Union européenne (en milliards d'euros) - Dépenses - Recettes |
| 2019  | 159 096  | 163 918  | Dépenses et recettes de l'Union européenne (en milliards d'euros) - Dépenses - Recettes |
| 2020  | 173 310  | 174 306  | Dépenses et recettes de l'Union européenne (en milliards d'euros) - Dépenses - Recettes |
| 2021  | 227 996  | 239 596  |                                                                                         |
| 2022  | 243 321  | 245 264  |                                                                                         |
| 2023  | 239 186  | 248 360  |                                                                                         |

## Liste par États membres
Source : Site de la Commission européenne

### 1.Allemagne

#### Par année
Montants en milliards d'€
| Année | Contribution brute | Fonds reçus | Contribution nette | CB/DT  | CB/RT  | Graphique |
| --- | ------------------ | ----------- | ------------------ | ------ | ------ | --- |
| 2000 | 18,42              | 10,26       | 8,17               | 22,07% | 19,87% | \| Contributions brutes et nettes de l'Allemagne (en milliards d'€) - Contributions brutes - Contributions nettes \| \| -------------------------------------------------------------------------------------------------------------- \| |
| 2001 | 16,58              | 10,25       | 6,33               | 20,73% | 17,58% | \| Contributions brutes et nettes de l'Allemagne (en milliards d'€) - Contributions brutes - Contributions nettes \| \| -------------------------------------------------------------------------------------------------------------- \| |
| 2002 | 15,62              | 11,70       | 3,92               | 18,35% | 16,37% | \| Contributions brutes et nettes de l'Allemagne (en milliards d'€) - Contributions brutes - Contributions nettes \| \| -------------------------------------------------------------------------------------------------------------- \| |
| 2003 | 16,92              | 10,59       | 6,32               | 18,68% | 18,10% | \| Contributions brutes et nettes de l'Allemagne (en milliards d'€) - Contributions brutes - Contributions nettes \| \| -------------------------------------------------------------------------------------------------------------- \| |
| 2004 | 17,82              | 11,75       | 6,08               | 17,80% | 17,22% | \| Contributions brutes et nettes de l'Allemagne (en milliards d'€) - Contributions brutes - Contributions nettes \| \| -------------------------------------------------------------------------------------------------------------- \| |
| 2005 | 17,41              | 12,28       | 5,13               | 16,61% | 16,26% | \| Contributions brutes et nettes de l'Allemagne (en milliards d'€) - Contributions brutes - Contributions nettes \| \| -------------------------------------------------------------------------------------------------------------- \| |
| 2006 | 17,57              | 12,24       | 5,33               | 16,49% | 16,21% | \| Contributions brutes et nettes de l'Allemagne (en milliards d'€) - Contributions brutes - Contributions nettes \| \| -------------------------------------------------------------------------------------------------------------- \| |
| 2007 | 18,58              | 12,48       | 6,10               | 16,30% | 15,80% | \| Contributions brutes et nettes de l'Allemagne (en milliards d'€) - Contributions brutes - Contributions nettes \| \| -------------------------------------------------------------------------------------------------------------- \| |
| 2008 | 18,88              | 11,19       | 7,68               | 16,20% | 15,53% | \| Contributions brutes et nettes de l'Allemagne (en milliards d'€) - Contributions brutes - Contributions nettes \| \| -------------------------------------------------------------------------------------------------------------- \| |
| 2009 | 17,60              | 11,70       | 5,90               | 14,87% | 14,96% | \| Contributions brutes et nettes de l'Allemagne (en milliards d'€) - Contributions brutes - Contributions nettes \| \| -------------------------------------------------------------------------------------------------------------- \| |
| 2010 | 20,71              | 11,83       | 8,88               | 16,94% | 16,21% | \| Contributions brutes et nettes de l'Allemagne (en milliards d'€) - Contributions brutes - Contributions nettes \| \| -------------------------------------------------------------------------------------------------------------- \| |
| 2011 | 19,67              | 12,13       | 7,54               | 15,20% | 15,13% | \| Contributions brutes et nettes de l'Allemagne (en milliards d'€) - Contributions brutes - Contributions nettes \| \| -------------------------------------------------------------------------------------------------------------- \| |
| 2012 | 22,82              | 12,25       | 10,57              | 16,45% | 16,35% | \| Contributions brutes et nettes de l'Allemagne (en milliards d'€) - Contributions brutes - Contributions nettes \| \| -------------------------------------------------------------------------------------------------------------- \| |
| 2013 | 26,13              | 13,06       | 13,07              | 17,60% | 17,48% | \| Contributions brutes et nettes de l'Allemagne (en milliards d'€) - Contributions brutes - Contributions nettes \| \| -------------------------------------------------------------------------------------------------------------- \| |
| 2014 | 25,82              | 11,48       | 14,33              | 18,12% | 17,94% | \| Contributions brutes et nettes de l'Allemagne (en milliards d'€) - Contributions brutes - Contributions nettes \| \| -------------------------------------------------------------------------------------------------------------- \| |
| 2015 | 24,28              | 11,01       | 13,27              | 16,72% | 16,63% | \| Contributions brutes et nettes de l'Allemagne (en milliards d'€) - Contributions brutes - Contributions nettes \| \| -------------------------------------------------------------------------------------------------------------- \| |
| 2016 | 21,28              | 10,08       | 11,19              | 15,60% | 14,77% | \| Contributions brutes et nettes de l'Allemagne (en milliards d'€) - Contributions brutes - Contributions nettes \| \| -------------------------------------------------------------------------------------------------------------- \| |
| 2017 | 19,59              | 10,93       | 8,66               | 14,26% | 14,09% | \| Contributions brutes et nettes de l'Allemagne (en milliards d'€) - Contributions brutes - Contributions nettes \| \| -------------------------------------------------------------------------------------------------------------- \| |
| 2018 | 25,27              | 12,05       | 13,21              | 7,69%  | 7,60%  | \| Contributions brutes et nettes de l'Allemagne (en milliards d'€) - Contributions brutes - Contributions nettes \| \| -------------------------------------------------------------------------------------------------------------- \| |
| 2019 | 25,82              | 12,21       | 13,61              | 7,68%  | 7,45%  | \| Contributions brutes et nettes de l'Allemagne (en milliards d'€) - Contributions brutes - Contributions nettes \| \| -------------------------------------------------------------------------------------------------------------- \| |
| 2020 | 28,06              | 12,57       | 15,50              | 7,25%  | 7,21%  | \| Contributions brutes et nettes de l'Allemagne (en milliards d'€) - Contributions brutes - Contributions nettes \| \| -------------------------------------------------------------------------------------------------------------- \| |
| Contributions brutes et nettes de l'Allemagne (en milliards d'€) - Contributions brutes - Contributions nettes |                    |             |                    |        |        | |

#### Totaux
Montants en milliards d'€
| Contributions brutes 2000-2020 | CB/DT  | CB/RT  | CB 2000-2020 Min | CB 2000-2020 Max | Contributions nettes 2000-2020 | CN 2000-2020 Min | CN 2000-2020 Max |
| ------------------------------ | ------ | ------ | ---------------- | ---------------- | ------------------------------ | ---------------- | ---------------- |
| 434,85                         | 16,80% | 16,30% | 15,62            | 28,06            | 190,81                         | 3,92             | 15,50            |

### 2.Autriche

#### Par année
Montants en milliards d'€
| Année | Contribution brute | Fonds reçus | Contribution nette | CB/DT | CB/RT | Graphique |
| --- | ------------------ | ----------- | ------------------ | ----- | ----- | --- |
| 2000 | 1,82               | 1,40        | 0,43               | 2,18% | 1,96% | \| Contributions brutes et nettes de l'Autriche (en milliards d'€) - Contributions brutes - Contributions nettes \| \| ------------------------------------------------------------------------------------------------------------- \| |
| 2001 | 1,86               | 1,39        | 0,47               | 2,33% | 1,97% | \| Contributions brutes et nettes de l'Autriche (en milliards d'€) - Contributions brutes - Contributions nettes \| \| ------------------------------------------------------------------------------------------------------------- \| |
| 2002 | 1,66               | 1,56        | 0,10               | 1,95% | 1,74% | \| Contributions brutes et nettes de l'Autriche (en milliards d'€) - Contributions brutes - Contributions nettes \| \| ------------------------------------------------------------------------------------------------------------- \| |
| 2003 | 1,77               | 1,58        | 0,19               | 1,95% | 1,89% | \| Contributions brutes et nettes de l'Autriche (en milliards d'€) - Contributions brutes - Contributions nettes \| \| ------------------------------------------------------------------------------------------------------------- \| |
| 2004 | 1,87               | 1,62        | 0,25               | 1,87% | 1,81% | \| Contributions brutes et nettes de l'Autriche (en milliards d'€) - Contributions brutes - Contributions nettes \| \| ------------------------------------------------------------------------------------------------------------- \| |
| 2005 | 1,96               | 1,79        | 0,17               | 1,87% | 1,83% | \| Contributions brutes et nettes de l'Autriche (en milliards d'€) - Contributions brutes - Contributions nettes \| \| ------------------------------------------------------------------------------------------------------------- \| |
| 2006 | 2,01               | 1,83        | 0,18               | 1,89% | 1,85% | \| Contributions brutes et nettes de l'Autriche (en milliards d'€) - Contributions brutes - Contributions nettes \| \| ------------------------------------------------------------------------------------------------------------- \| |
| 2007 | 2,02               | 1,60        | 0,42               | 1,77% | 1,72% | \| Contributions brutes et nettes de l'Autriche (en milliards d'€) - Contributions brutes - Contributions nettes \| \| ------------------------------------------------------------------------------------------------------------- \| |
| 2008 | 1,99               | 1,78        | 0,22               | 1,71% | 1,64% | \| Contributions brutes et nettes de l'Autriche (en milliards d'€) - Contributions brutes - Contributions nettes \| \| ------------------------------------------------------------------------------------------------------------- \| |
| 2009 | 2,19               | 1,82        | 0,37               | 1,85% | 1,86% | \| Contributions brutes et nettes de l'Autriche (en milliards d'€) - Contributions brutes - Contributions nettes \| \| ------------------------------------------------------------------------------------------------------------- \| |
| 2010 | 2,46               | 1,82        | 0,64               | 2,01% | 1,92% | \| Contributions brutes et nettes de l'Autriche (en milliards d'€) - Contributions brutes - Contributions nettes \| \| ------------------------------------------------------------------------------------------------------------- \| |
| 2011 | 2,50               | 1,88        | 0,62               | 1,93% | 1,92% | \| Contributions brutes et nettes de l'Autriche (en milliards d'€) - Contributions brutes - Contributions nettes \| \| ------------------------------------------------------------------------------------------------------------- \| |
| 2012 | 2,77               | 1,86        | 0,91               | 2,00% | 1,99% | \| Contributions brutes et nettes de l'Autriche (en milliards d'€) - Contributions brutes - Contributions nettes \| \| ------------------------------------------------------------------------------------------------------------- \| |
| 2013 | 3,03               | 1,86        | 1,17               | 2,04% | 2,03% | \| Contributions brutes et nettes de l'Autriche (en milliards d'€) - Contributions brutes - Contributions nettes \| \| ------------------------------------------------------------------------------------------------------------- \| |
| 2014 | 2,69               | 1,57        | 1,12               | 1,89% | 1,87% | \| Contributions brutes et nettes de l'Autriche (en milliards d'€) - Contributions brutes - Contributions nettes \| \| ------------------------------------------------------------------------------------------------------------- \| |
| 2015 | 2,53               | 1,79        | 0,74               | 1,74% | 1,73% | \| Contributions brutes et nettes de l'Autriche (en milliards d'€) - Contributions brutes - Contributions nettes \| \| ------------------------------------------------------------------------------------------------------------- \| |
| 2016 | 2,94               | 1,94        | 1,00               | 2,16% | 2,04% | \| Contributions brutes et nettes de l'Autriche (en milliards d'€) - Contributions brutes - Contributions nettes \| \| ------------------------------------------------------------------------------------------------------------- \| |
| 2017 | 2,43               | 1,74        | 0,69               | 1,77% | 1,75% | \| Contributions brutes et nettes de l'Autriche (en milliards d'€) - Contributions brutes - Contributions nettes \| \| ------------------------------------------------------------------------------------------------------------- \| |
| 2018 | 3,28               | 1,95        | 1,33               | 2,09% | 2,07% | \| Contributions brutes et nettes de l'Autriche (en milliards d'€) - Contributions brutes - Contributions nettes \| \| ------------------------------------------------------------------------------------------------------------- \| |
| 2019 | 3,15               | 2,02        | 1,12               | 1,98% | 1,92% | \| Contributions brutes et nettes de l'Autriche (en milliards d'€) - Contributions brutes - Contributions nettes \| \| ------------------------------------------------------------------------------------------------------------- \| |
| 2020 | 3,55               | 2,12        | 1,43               | 2,05% | 2,04% | \| Contributions brutes et nettes de l'Autriche (en milliards d'€) - Contributions brutes - Contributions nettes \| \| ------------------------------------------------------------------------------------------------------------- \| |
| Contributions brutes et nettes de l'Autriche (en milliards d'€) - Contributions brutes - Contributions nettes |                    |             |                    |       |       | |

#### Totaux
Montants en milliards d'€
| Contributions brutes 2000-2020 | CB/DT | CB/RT | CB 2000-2020 Min | CB 2000-2020 Max | Contributions nettes 2000-2020 | CN 2000-2020 Min | CN 2000-2020 Max |
| ------------------------------ | ----- | ----- | ---------------- | ---------------- | ------------------------------ | ---------------- | ---------------- |
| 50,47                          | 1,95% | 1,89% | 1,66             | 3,55             | 13,55                          | 0,10             | 1,43             |

### 3.Belgique

#### Par année
Montants en milliards d'€
| Année | Contribution brute | Fonds reçus | Contribution nette | CB/DT | CB/RT | Graphique |
| --- | ------------------ | ----------- | ------------------ | ----- | ----- | --- |
| 2000 | 2,16               | 4,24        | - 2,08             | 2,59% | 2,33% | \| Contributions brutes et nettes de la Belgique (en milliards d'€) - Contributions brutes - Contributions nettes \| \| -------------------------------------------------------------------------------------------------------------- \| |
| 2001 | 2,28               | 3,99        | - 1,70             | 2,85% | 2,42% | \| Contributions brutes et nettes de la Belgique (en milliards d'€) - Contributions brutes - Contributions nettes \| \| -------------------------------------------------------------------------------------------------------------- \| |
| 2002 | 2,13               | 4,34        | - 2,21             | 2,50% | 2,23% | \| Contributions brutes et nettes de la Belgique (en milliards d'€) - Contributions brutes - Contributions nettes \| \| -------------------------------------------------------------------------------------------------------------- \| |
| 2003 | 2,32               | 4,48        | - 2,15             | 2,56% | 2,48% | \| Contributions brutes et nettes de la Belgique (en milliards d'€) - Contributions brutes - Contributions nettes \| \| -------------------------------------------------------------------------------------------------------------- \| |
| 2004 | 2,57               | 5,16        | - 2,59             | 2,57% | 2,48% | \| Contributions brutes et nettes de la Belgique (en milliards d'€) - Contributions brutes - Contributions nettes \| \| -------------------------------------------------------------------------------------------------------------- \| |
| 2005 | 2,65               | 5,58        | - 2,93             | 2,53% | 2,47% | \| Contributions brutes et nettes de la Belgique (en milliards d'€) - Contributions brutes - Contributions nettes \| \| -------------------------------------------------------------------------------------------------------------- \| |
| 2006 | 2,64               | 5,63        | - 2,99             | 2,48% | 2,43% | \| Contributions brutes et nettes de la Belgique (en milliards d'€) - Contributions brutes - Contributions nettes \| \| -------------------------------------------------------------------------------------------------------------- \| |
| 2007 | 2,69               | 5,68        | - 2,99             | 2,36% | 2,29% | \| Contributions brutes et nettes de la Belgique (en milliards d'€) - Contributions brutes - Contributions nettes \| \| -------------------------------------------------------------------------------------------------------------- \| |
| 2008 | 2,81               | 6,11        | - 3,30             | 2,41% | 2,31% | \| Contributions brutes et nettes de la Belgique (en milliards d'€) - Contributions brutes - Contributions nettes \| \| -------------------------------------------------------------------------------------------------------------- \| |
| 2009 | 3,24               | 6,23        | - 2,99             | 2,74% | 2,75% | \| Contributions brutes et nettes de la Belgique (en milliards d'€) - Contributions brutes - Contributions nettes \| \| -------------------------------------------------------------------------------------------------------------- \| |
| 2010 | 3,29               | 6,15        | - 2,85             | 2,69% | 2,57% | \| Contributions brutes et nettes de la Belgique (en milliards d'€) - Contributions brutes - Contributions nettes \| \| -------------------------------------------------------------------------------------------------------------- \| |
| 2011 | 3,35               | 6,80        | - 3,45             | 2,59% | 2,58% | \| Contributions brutes et nettes de la Belgique (en milliards d'€) - Contributions brutes - Contributions nettes \| \| -------------------------------------------------------------------------------------------------------------- \| |
| 2012 | 3,64               | 6,97        | - 3,33             | 2,62% | 2,61% | \| Contributions brutes et nettes de la Belgique (en milliards d'€) - Contributions brutes - Contributions nettes \| \| -------------------------------------------------------------------------------------------------------------- \| |
| 2013 | 3,93               | 7,21        | - 3,28             | 2,65% | 2,63% | \| Contributions brutes et nettes de la Belgique (en milliards d'€) - Contributions brutes - Contributions nettes \| \| -------------------------------------------------------------------------------------------------------------- \| |
| 2014 | 3,66               | 7,04        | - 3,38             | 2,57% | 2,54% | \| Contributions brutes et nettes de la Belgique (en milliards d'€) - Contributions brutes - Contributions nettes \| \| -------------------------------------------------------------------------------------------------------------- \| |
| 2015 | 3,69               | 6,95        | - 3,26             | 2,54% | 2,53% | \| Contributions brutes et nettes de la Belgique (en milliards d'€) - Contributions brutes - Contributions nettes \| \| -------------------------------------------------------------------------------------------------------------- \| |
| 2016 | 3,99               | 7,33        | - 3,34             | 2,92% | 2,77% | \| Contributions brutes et nettes de la Belgique (en milliards d'€) - Contributions brutes - Contributions nettes \| \| -------------------------------------------------------------------------------------------------------------- \| |
| 2017 | 2,98               | 7,36        | - 4,38             | 2,17% | 2,14% | \| Contributions brutes et nettes de la Belgique (en milliards d'€) - Contributions brutes - Contributions nettes \| \| -------------------------------------------------------------------------------------------------------------- \| |
| 2018 | 3,84               | 8,51        | - 4,67             | 2,45% | 2,42% | \| Contributions brutes et nettes de la Belgique (en milliards d'€) - Contributions brutes - Contributions nettes \| \| -------------------------------------------------------------------------------------------------------------- \| |
| 2019 | 3,86               | 8,78        | - 4,92             | 2,43% | 2,36% | \| Contributions brutes et nettes de la Belgique (en milliards d'€) - Contributions brutes - Contributions nettes \| \| -------------------------------------------------------------------------------------------------------------- \| |
| 2020 | 4,67               | 9,05        | - 4,38             | 2,69% | 2,68% | \| Contributions brutes et nettes de la Belgique (en milliards d'€) - Contributions brutes - Contributions nettes \| \| -------------------------------------------------------------------------------------------------------------- \| |
| Contributions brutes et nettes de la Belgique (en milliards d'€) - Contributions brutes - Contributions nettes |                    |             |                    |       |       | |

#### Totaux
Montants en milliards d'€
| Contributions brutes 2000-2020 | CB/DT | CB/RT | CB 2000-2020 Min | CB 2000-2020 Max | Contributions nettes 2000-2020 | CN 2000-2020 Min | CN 2000-2020 Max |
| ------------------------------ | ----- | ----- | ---------------- | ---------------- | ------------------------------ | ---------------- | ---------------- |
| 66,39                          | 2,56% | 2,49% | 2,13             | 4,67             | -67,20                         | -4,92            | -1,71            |

### 4.Bulgarie

#### Par année
Montants en milliards d'€
| Année | Contribution brute | Fonds reçus | Contribution nette | CB/DT | CB/RT | Graphique |
| --- | ------------------ | ----------- | ------------------ | ----- | ----- | --- |
| 2000 | -                  | -           | -                  | -     | -     | \| Contributions brutes et nettes de la Bulgarie (en milliards d'€) - Contributions brutes - Contributions nettes \| \| -------------------------------------------------------------------------------------------------------------- \| |
| 2001 | -                  | -           | -                  | -     | -     | \| Contributions brutes et nettes de la Bulgarie (en milliards d'€) - Contributions brutes - Contributions nettes \| \| -------------------------------------------------------------------------------------------------------------- \| |
| 2002 | -                  | -           | -                  | -     | -     | \| Contributions brutes et nettes de la Bulgarie (en milliards d'€) - Contributions brutes - Contributions nettes \| \| -------------------------------------------------------------------------------------------------------------- \| |
| 2003 | -                  | -           | -                  | -     | -     | \| Contributions brutes et nettes de la Bulgarie (en milliards d'€) - Contributions brutes - Contributions nettes \| \| -------------------------------------------------------------------------------------------------------------- \| |
| 2004 | -                  | -           | -                  | -     | -     | \| Contributions brutes et nettes de la Bulgarie (en milliards d'€) - Contributions brutes - Contributions nettes \| \| -------------------------------------------------------------------------------------------------------------- \| |
| 2005 | -                  | -           | -                  | -     | -     | \| Contributions brutes et nettes de la Bulgarie (en milliards d'€) - Contributions brutes - Contributions nettes \| \| -------------------------------------------------------------------------------------------------------------- \| |
| 2006 | -                  | -           | -                  | -     | -     | \| Contributions brutes et nettes de la Bulgarie (en milliards d'€) - Contributions brutes - Contributions nettes \| \| -------------------------------------------------------------------------------------------------------------- \| |
| 2007 | 0,23               | 0,59        | - 0,36             | 0,20% | 0,20% | \| Contributions brutes et nettes de la Bulgarie (en milliards d'€) - Contributions brutes - Contributions nettes \| \| -------------------------------------------------------------------------------------------------------------- \| |
| 2008 | 0,28               | 0,97        | - 0,69             | 0,24% | 0,23% | \| Contributions brutes et nettes de la Bulgarie (en milliards d'€) - Contributions brutes - Contributions nettes \| \| -------------------------------------------------------------------------------------------------------------- \| |
| 2009 | 0,34               | 0,98        | - 0,64             | 0,29% | 0,29% | \| Contributions brutes et nettes de la Bulgarie (en milliards d'€) - Contributions brutes - Contributions nettes \| \| -------------------------------------------------------------------------------------------------------------- \| |
| 2010 | 0,31               | 1,22        | - 0,91             | 0,25% | 0,24% | \| Contributions brutes et nettes de la Bulgarie (en milliards d'€) - Contributions brutes - Contributions nettes \| \| -------------------------------------------------------------------------------------------------------------- \| |
| 2011 | 0,35               | 1,11        | - 0,76             | 0,27% | 0,27% | \| Contributions brutes et nettes de la Bulgarie (en milliards d'€) - Contributions brutes - Contributions nettes \| \| -------------------------------------------------------------------------------------------------------------- \| |
| 2012 | 0,37               | 1,73        | - 1,36             | 0,27% | 0,27% | \| Contributions brutes et nettes de la Bulgarie (en milliards d'€) - Contributions brutes - Contributions nettes \| \| -------------------------------------------------------------------------------------------------------------- \| |
| 2013 | 0,42               | 1,98        | - 1,55             | 0,28% | 0,28% | \| Contributions brutes et nettes de la Bulgarie (en milliards d'€) - Contributions brutes - Contributions nettes \| \| -------------------------------------------------------------------------------------------------------------- \| |
| 2014 | 0,40               | 2,26        | - 1,85             | 0,28% | 0,28% | \| Contributions brutes et nettes de la Bulgarie (en milliards d'€) - Contributions brutes - Contributions nettes \| \| -------------------------------------------------------------------------------------------------------------- \| |
| 2015 | 0,42               | 2,73        | - 2,31             | 0,29% | 0,29% | \| Contributions brutes et nettes de la Bulgarie (en milliards d'€) - Contributions brutes - Contributions nettes \| \| -------------------------------------------------------------------------------------------------------------- \| |
| 2016 | 0,39               | 2,35        | - 1,95             | 0,29% | 0,27% | \| Contributions brutes et nettes de la Bulgarie (en milliards d'€) - Contributions brutes - Contributions nettes \| \| -------------------------------------------------------------------------------------------------------------- \| |
| 2017 | 0,38               | 1,90        | - 1,52             | 0,28% | 0,27% | \| Contributions brutes et nettes de la Bulgarie (en milliards d'€) - Contributions brutes - Contributions nettes \| \| -------------------------------------------------------------------------------------------------------------- \| |
| 2018 | 0,49               | 2,17        | - 1,68             | 0,31% | 0,31% | \| Contributions brutes et nettes de la Bulgarie (en milliards d'€) - Contributions brutes - Contributions nettes \| \| -------------------------------------------------------------------------------------------------------------- \| |
| 2019 | 0,49               | 2,20        | - 1,72             | 0,31% | 0,30% | \| Contributions brutes et nettes de la Bulgarie (en milliards d'€) - Contributions brutes - Contributions nettes \| \| -------------------------------------------------------------------------------------------------------------- \| |
| 2020 | 0,59               | 2,23        | - 1,64             | 0,37% | 0,36% | \| Contributions brutes et nettes de la Bulgarie (en milliards d'€) - Contributions brutes - Contributions nettes \| \| -------------------------------------------------------------------------------------------------------------- \| |
| Contributions brutes et nettes de la Bulgarie (en milliards d'€) - Contributions brutes - Contributions nettes |                    |             |                    |       |       | |

#### Totaux
Montants en milliards d'€
| Contributions brutes 2000-2020 | CB/DT | CB/RT | CB 2000-2020 Min | CB 2000-2020 Max | Contributions nettes 2000-2020 | CN 2000-2020 Min | CN 2000-2020 Max |
| ------------------------------ | ----- | ----- | ---------------- | ---------------- | ------------------------------ | ---------------- | ---------------- |
| 5,45                           | 0,21% | 0,20% | 0,23             | 0,59             | -18,97                         | -2,31            | -0,36            |

### 5.Chypre

#### Par année
Montants en milliards d'€
| Année | Contribution brute | Fonds reçus | Contribution nette | CB/DT | CB/RT | Graphique |
| --- | ------------------ | ----------- | ------------------ | ----- | ----- | --- |
| 2000 | -                  | -           | -                  | -     | -     | \| Contributions brutes et nettes de Chypre (en milliards d'€) - Contributions brutes - Contributions nettes \| \| --------------------------------------------------------------------------------------------------------- \| |
| 2001 | -                  | -           | -                  | -     | -     | \| Contributions brutes et nettes de Chypre (en milliards d'€) - Contributions brutes - Contributions nettes \| \| --------------------------------------------------------------------------------------------------------- \| |
| 2002 | -                  | -           | -                  | -     | -     | \| Contributions brutes et nettes de Chypre (en milliards d'€) - Contributions brutes - Contributions nettes \| \| --------------------------------------------------------------------------------------------------------- \| |
| 2003 | -                  | -           | -                  | -     | -     | \| Contributions brutes et nettes de Chypre (en milliards d'€) - Contributions brutes - Contributions nettes \| \| --------------------------------------------------------------------------------------------------------- \| |
| 2004 | 0,08               | 0,15        | - 0,07             | 0,08% | 0,08% | \| Contributions brutes et nettes de Chypre (en milliards d'€) - Contributions brutes - Contributions nettes \| \| --------------------------------------------------------------------------------------------------------- \| |
| 2005 | 0,11               | 0,22        | - 0,10             | 0,10% | 0,10% | \| Contributions brutes et nettes de Chypre (en milliards d'€) - Contributions brutes - Contributions nettes \| \| --------------------------------------------------------------------------------------------------------- \| |
| 2006 | 0,12               | 0,24        | - 0,12             | 0,11% | 0,11% | \| Contributions brutes et nettes de Chypre (en milliards d'€) - Contributions brutes - Contributions nettes \| \| --------------------------------------------------------------------------------------------------------- \| |
| 2007 | 0,12               | 0,13        | - 0,00             | 0,11% | 0,10% | \| Contributions brutes et nettes de Chypre (en milliards d'€) - Contributions brutes - Contributions nettes \| \| --------------------------------------------------------------------------------------------------------- \| |
| 2008 | 0,13               | 0,13        | 0,00               | 0,11% | 0,11% | \| Contributions brutes et nettes de Chypre (en milliards d'€) - Contributions brutes - Contributions nettes \| \| --------------------------------------------------------------------------------------------------------- \| |
| 2009 | 0,17               | 0,17        | - 0,01             | 0,14% | 0,14% | \| Contributions brutes et nettes de Chypre (en milliards d'€) - Contributions brutes - Contributions nettes \| \| --------------------------------------------------------------------------------------------------------- \| |
| 2010 | 0,16               | 0,18        | - 0,02             | 0,13% | 0,13% | \| Contributions brutes et nettes de Chypre (en milliards d'€) - Contributions brutes - Contributions nettes \| \| --------------------------------------------------------------------------------------------------------- \| |
| 2011 | 0,16               | 0,18        | - 0,02             | 0,12% | 0,12% | \| Contributions brutes et nettes de Chypre (en milliards d'€) - Contributions brutes - Contributions nettes \| \| --------------------------------------------------------------------------------------------------------- \| |
| 2012 | 0,16               | 0,15        | 0,01               | 0,12% | 0,11% | \| Contributions brutes et nettes de Chypre (en milliards d'€) - Contributions brutes - Contributions nettes \| \| --------------------------------------------------------------------------------------------------------- \| |
| 2013 | 0,17               | 0,23        | - 0,06             | 0,11% | 0,11% | \| Contributions brutes et nettes de Chypre (en milliards d'€) - Contributions brutes - Contributions nettes \| \| --------------------------------------------------------------------------------------------------------- \| |
| 2014 | 0,14               | 0,27        | - 0,13             | 0,10% | 0,10% | \| Contributions brutes et nettes de Chypre (en milliards d'€) - Contributions brutes - Contributions nettes \| \| --------------------------------------------------------------------------------------------------------- \| |
| 2015 | 0,21               | 0,20        | 0,01               | 0,14% | 0,14% | \| Contributions brutes et nettes de Chypre (en milliards d'€) - Contributions brutes - Contributions nettes \| \| --------------------------------------------------------------------------------------------------------- \| |
| 2016 | 0,16               | 0,19        | - 0,02             | 0,12% | 0,11% | \| Contributions brutes et nettes de Chypre (en milliards d'€) - Contributions brutes - Contributions nettes \| \| --------------------------------------------------------------------------------------------------------- \| |
| 2017 | 0,14               | 0,21        | - 0,07             | 0,10% | 0,10% | \| Contributions brutes et nettes de Chypre (en milliards d'€) - Contributions brutes - Contributions nettes \| \| --------------------------------------------------------------------------------------------------------- \| |
| 2018 | 0,18               | 0,26        | - 0,08             | 0,17% | 0,17% | \| Contributions brutes et nettes de Chypre (en milliards d'€) - Contributions brutes - Contributions nettes \| \| --------------------------------------------------------------------------------------------------------- \| |
| 2019 | 0,18               | 0,27        | - 0,08             | 0,12% | 0,11% | \| Contributions brutes et nettes de Chypre (en milliards d'€) - Contributions brutes - Contributions nettes \| \| --------------------------------------------------------------------------------------------------------- \| |
| 2020 | 0,22               | 0,23        | - 0,01             | 0,13% | 0,13% | \| Contributions brutes et nettes de Chypre (en milliards d'€) - Contributions brutes - Contributions nettes \| \| --------------------------------------------------------------------------------------------------------- \| |
| Contributions brutes et nettes de Chypre (en milliards d'€) - Contributions brutes - Contributions nettes |                    |             |                    |       |       | |

#### Totaux
Montants en milliards d'€
| Contributions brutes 2000-2020 | CB/DT | CB/RT | CB 2000-2020 Min | CB 2000-2020 Max | Contributions nettes 2000-2020 | CN 2000-2020 Min | CN 2000-2020 Max |
| ------------------------------ | ----- | ----- | ---------------- | ---------------- | ------------------------------ | ---------------- | ---------------- |
| 2,61                           | 0,10% | 0,10% | 0,08             | 0,22             | -0,80                          | -0,13            | 0,01             |

### 6.Croatie

#### Par année
Montants en milliards d'€
| Année | Contribution brute | Fonds reçus | Contribution nette | CB/DT | CB/RT | Graphique |
| --- | ------------------ | ----------- | ------------------ | ----- | ----- | --- |
| 2000 | -                  | -           | -                  | -     | -     | \| Contributions brutes et nettes de la Croatie (en milliards d'€) - Contributions brutes - Contributions nettes \| \| ------------------------------------------------------------------------------------------------------------- \| |
| 2001 | -                  | -           | -                  | -     | -     | \| Contributions brutes et nettes de la Croatie (en milliards d'€) - Contributions brutes - Contributions nettes \| \| ------------------------------------------------------------------------------------------------------------- \| |
| 2002 | -                  | -           | -                  | -     | -     | \| Contributions brutes et nettes de la Croatie (en milliards d'€) - Contributions brutes - Contributions nettes \| \| ------------------------------------------------------------------------------------------------------------- \| |
| 2003 | -                  | -           | -                  | -     | -     | \| Contributions brutes et nettes de la Croatie (en milliards d'€) - Contributions brutes - Contributions nettes \| \| ------------------------------------------------------------------------------------------------------------- \| |
| 2004 | -                  | -           | -                  | -     | -     | \| Contributions brutes et nettes de la Croatie (en milliards d'€) - Contributions brutes - Contributions nettes \| \| ------------------------------------------------------------------------------------------------------------- \| |
| 2005 | -                  | -           | -                  | -     | -     | \| Contributions brutes et nettes de la Croatie (en milliards d'€) - Contributions brutes - Contributions nettes \| \| ------------------------------------------------------------------------------------------------------------- \| |
| 2006 | -                  | -           | -                  | -     | -     | \| Contributions brutes et nettes de la Croatie (en milliards d'€) - Contributions brutes - Contributions nettes \| \| ------------------------------------------------------------------------------------------------------------- \| |
| 2007 | -                  | -           | -                  | -     | -     | \| Contributions brutes et nettes de la Croatie (en milliards d'€) - Contributions brutes - Contributions nettes \| \| ------------------------------------------------------------------------------------------------------------- \| |
| 2008 | -                  | -           | -                  | -     | -     | \| Contributions brutes et nettes de la Croatie (en milliards d'€) - Contributions brutes - Contributions nettes \| \| ------------------------------------------------------------------------------------------------------------- \| |
| 2009 | -                  | -           | -                  | -     | -     | \| Contributions brutes et nettes de la Croatie (en milliards d'€) - Contributions brutes - Contributions nettes \| \| ------------------------------------------------------------------------------------------------------------- \| |
| 2010 | -                  | -           | -                  | -     | -     | \| Contributions brutes et nettes de la Croatie (en milliards d'€) - Contributions brutes - Contributions nettes \| \| ------------------------------------------------------------------------------------------------------------- \| |
| 2011 | -                  | -           | -                  | -     | -     | \| Contributions brutes et nettes de la Croatie (en milliards d'€) - Contributions brutes - Contributions nettes \| \| ------------------------------------------------------------------------------------------------------------- \| |
| 2012 | -                  | -           | -                  | -     | -     | \| Contributions brutes et nettes de la Croatie (en milliards d'€) - Contributions brutes - Contributions nettes \| \| ------------------------------------------------------------------------------------------------------------- \| |
| 2013 | 0,23               | 0,29        | - 0,06             | 0,15% | 0,15% | \| Contributions brutes et nettes de la Croatie (en milliards d'€) - Contributions brutes - Contributions nettes \| \| ------------------------------------------------------------------------------------------------------------- \| |
| 2014 | 0,39               | 0,58        | - 0,20             | 0,27% | 0,27% | \| Contributions brutes et nettes de la Croatie (en milliards d'€) - Contributions brutes - Contributions nettes \| \| ------------------------------------------------------------------------------------------------------------- \| |
| 2015 | 0,36               | 0,60        | - 0,25             | 0,25% | 0,25% | \| Contributions brutes et nettes de la Croatie (en milliards d'€) - Contributions brutes - Contributions nettes \| \| ------------------------------------------------------------------------------------------------------------- \| |
| 2016 | 0,40               | 0,92        | - 0,52             | 0,29% | 0,28% | \| Contributions brutes et nettes de la Croatie (en milliards d'€) - Contributions brutes - Contributions nettes \| \| ------------------------------------------------------------------------------------------------------------- \| |
| 2017 | 0,36               | 0,66        | - 0,30             | 0,26% | 0,26% | \| Contributions brutes et nettes de la Croatie (en milliards d'€) - Contributions brutes - Contributions nettes \| \| ------------------------------------------------------------------------------------------------------------- \| |
| 2018 | 0,45               | 1,12        | - 0,67             | 0,72% | 0,71% | \| Contributions brutes et nettes de la Croatie (en milliards d'€) - Contributions brutes - Contributions nettes \| \| ------------------------------------------------------------------------------------------------------------- \| |
| 2019 | 0,45               | 2,07        | - 1,63             | 1,30% | 1,27% | \| Contributions brutes et nettes de la Croatie (en milliards d'€) - Contributions brutes - Contributions nettes \| \| ------------------------------------------------------------------------------------------------------------- \| |
| 2020 | 0,50               | 2,69        | - 2,19             | 1,55% | 1,54% | \| Contributions brutes et nettes de la Croatie (en milliards d'€) - Contributions brutes - Contributions nettes \| \| ------------------------------------------------------------------------------------------------------------- \| |
| Contributions brutes et nettes de la Croatie (en milliards d'€) - Contributions brutes - Contributions nettes |                    |             |                    |       |       | |

#### Totaux
Montants en milliards d'€
| Contributions brutes 2000-2020 | CB/DT | CB/RT | CB 2000-2020 Min | CB 2000-2020 Max | Contributions nettes 2000-2020 | CN 2000-2020 Min | CN 2000-2020 Max |
| ------------------------------ | ----- | ----- | ---------------- | ---------------- | ------------------------------ | ---------------- | ---------------- |
| 3,14                           | 0,12% | 0,12% | 0,23             | 0,50             | -5,79                          | -2,19            | -0,06            |

### 7.Danemark

#### Par année
Montants en milliards d'€
| Année | Contribution brute | Fonds reçus | Contribution nette | CB/DT | CB/RT | Graphique |
| --- | ------------------ | ----------- | ------------------ | ----- | ----- | --- |
| 2000 | 1,37               | 1,64        | - 0,27             | 1,64% | 1,48% | \| Contributions brutes et nettes du Danemark (en milliards d'€) - Contributions brutes - Contributions nettes \| \| ----------------------------------------------------------------------------------------------------------- \| |
| 2001 | 1,49               | 1,35        | 0,14               | 1,86% | 1,58% | \| Contributions brutes et nettes du Danemark (en milliards d'€) - Contributions brutes - Contributions nettes \| \| ----------------------------------------------------------------------------------------------------------- \| |
| 2002 | 1,51               | 1,47        | 0,04               | 1,77% | 1,58% | \| Contributions brutes et nettes du Danemark (en milliards d'€) - Contributions brutes - Contributions nettes \| \| ----------------------------------------------------------------------------------------------------------- \| |
| 2003 | 1,56               | 1,49        | 0,07               | 1,72% | 1,67% | \| Contributions brutes et nettes du Danemark (en milliards d'€) - Contributions brutes - Contributions nettes \| \| ----------------------------------------------------------------------------------------------------------- \| |
| 2004 | 1,68               | 1,59        | 0,09               | 1,68% | 1,62% | \| Contributions brutes et nettes du Danemark (en milliards d'€) - Contributions brutes - Contributions nettes \| \| ----------------------------------------------------------------------------------------------------------- \| |
| 2005 | 1,69               | 1,55        | 0,14               | 1,61% | 1,58% | \| Contributions brutes et nettes du Danemark (en milliards d'€) - Contributions brutes - Contributions nettes \| \| ----------------------------------------------------------------------------------------------------------- \| |
| 2006 | 1,87               | 1,50        | 0,37               | 1,75% | 1,72% | \| Contributions brutes et nettes du Danemark (en milliards d'€) - Contributions brutes - Contributions nettes \| \| ----------------------------------------------------------------------------------------------------------- \| |
| 2007 | 1,89               | 1,45        | 0,44               | 1,66% | 1,61% | \| Contributions brutes et nettes du Danemark (en milliards d'€) - Contributions brutes - Contributions nettes \| \| ----------------------------------------------------------------------------------------------------------- \| |
| 2008 | 1,96               | 1,56        | 0,40               | 1,68% | 1,61% | \| Contributions brutes et nettes du Danemark (en milliards d'€) - Contributions brutes - Contributions nettes \| \| ----------------------------------------------------------------------------------------------------------- \| |
| 2009 | 2,21               | 1,33        | 0,88               | 1,87% | 1,88% | \| Contributions brutes et nettes du Danemark (en milliards d'€) - Contributions brutes - Contributions nettes \| \| ----------------------------------------------------------------------------------------------------------- \| |
| 2010 | 2,07               | 1,53        | 0,55               | 1,69% | 1,62% | \| Contributions brutes et nettes du Danemark (en milliards d'€) - Contributions brutes - Contributions nettes \| \| ----------------------------------------------------------------------------------------------------------- \| |
| 2011 | 2,12               | 1,47        | 0,65               | 1,64% | 1,63% | \| Contributions brutes et nettes du Danemark (en milliards d'€) - Contributions brutes - Contributions nettes \| \| ----------------------------------------------------------------------------------------------------------- \| |
| 2012 | 2,39               | 1,44        | 0,95               | 1,72% | 1,71% | \| Contributions brutes et nettes du Danemark (en milliards d'€) - Contributions brutes - Contributions nettes \| \| ----------------------------------------------------------------------------------------------------------- \| |
| 2013 | 2,61               | 1,43        | 1,17               | 1,76% | 1,75% | \| Contributions brutes et nettes du Danemark (en milliards d'€) - Contributions brutes - Contributions nettes \| \| ----------------------------------------------------------------------------------------------------------- \| |
| 2014 | 2,21               | 1,51        | 0,70               | 1,55% | 1,54% | \| Contributions brutes et nettes du Danemark (en milliards d'€) - Contributions brutes - Contributions nettes \| \| ----------------------------------------------------------------------------------------------------------- \| |
| 2015 | 2,19               | 1,53        | 0,66               | 1,51% | 1,50% | \| Contributions brutes et nettes du Danemark (en milliards d'€) - Contributions brutes - Contributions nettes \| \| ----------------------------------------------------------------------------------------------------------- \| |
| 2016 | 2,05               | 1,43        | 0,62               | 1,50% | 1,42% | \| Contributions brutes et nettes du Danemark (en milliards d'€) - Contributions brutes - Contributions nettes \| \| ----------------------------------------------------------------------------------------------------------- \| |
| 2017 | 1,93               | 1,46        | 0,47               | 1,40% | 1,39% | \| Contributions brutes et nettes du Danemark (en milliards d'€) - Contributions brutes - Contributions nettes \| \| ----------------------------------------------------------------------------------------------------------- \| |
| 2018 | 2,54               | 1,41        | 1,13               | 1,62% | 1,60% | \| Contributions brutes et nettes du Danemark (en milliards d'€) - Contributions brutes - Contributions nettes \| \| ----------------------------------------------------------------------------------------------------------- \| |
| 2019 | 2,41               | 1,50        | 0,91               | 1,51% | 1,47% | \| Contributions brutes et nettes du Danemark (en milliards d'€) - Contributions brutes - Contributions nettes \| \| ----------------------------------------------------------------------------------------------------------- \| |
| 2020 | 2,82               | 1,53        | 1,29               | 1,63% | 1,62% | \| Contributions brutes et nettes du Danemark (en milliards d'€) - Contributions brutes - Contributions nettes \| \| ----------------------------------------------------------------------------------------------------------- \| |
| Contributions brutes et nettes du Danemark (en milliards d'€) - Contributions brutes - Contributions nettes |                    |             |                    |       |       | |

#### Totaux
Montants en milliards d'€
| Contributions brutes 2000-2020 | CB/DT | CB/RT | CB 2000-2020 Min | CB 2000-2020 Max | Contributions nettes 2000-2020 | CN 2000-2020 Min | CN 2000-2020 Max |
| ------------------------------ | ----- | ----- | ---------------- | ---------------- | ------------------------------ | ---------------- | ---------------- |
| 42,57                          | 1,64% | 1,60% | 1,37             | 2,82             | 11,39                          | -0,27            | 1,29             |

### 8.Espagne

#### Par année
Montants en milliards d'€
| Année | Contribution brute | Fonds reçus | Contribution nette | CB/DT | CB/RT | Graphique |
| --- | ------------------ | ----------- | ------------------ | ----- | ----- | --- |
| 2000 | 5,53               | 10,80       | - 5,28             | 6,63% | 5,96% | \| Contributions brutes et nettes de l'Espagne (en milliards d'€) - Contributions brutes - Contributions nettes \| \| ------------------------------------------------------------------------------------------------------------ \| |
| 2001 | 5,69               | 13,56       | - 7,87             | 7,11% | 6,03% | \| Contributions brutes et nettes de l'Espagne (en milliards d'€) - Contributions brutes - Contributions nettes \| \| ------------------------------------------------------------------------------------------------------------ \| |
| 2002 | 5,97               | 15,21       | - 9,25             | 7,01% | 6,26% | \| Contributions brutes et nettes de l'Espagne (en milliards d'€) - Contributions brutes - Contributions nettes \| \| ------------------------------------------------------------------------------------------------------------ \| |
| 2003 | 6,68               | 15,88       | - 9,20             | 7,38% | 7,15% | \| Contributions brutes et nettes de l'Espagne (en milliards d'€) - Contributions brutes - Contributions nettes \| \| ------------------------------------------------------------------------------------------------------------ \| |
| 2004 | 7,43               | 16,36       | - 8,93             | 7,42% | 7,18% | \| Contributions brutes et nettes de l'Espagne (en milliards d'€) - Contributions brutes - Contributions nettes \| \| ------------------------------------------------------------------------------------------------------------ \| |
| 2005 | 8,38               | 14,82       | - 6,45             | 7,99% | 7,83% | \| Contributions brutes et nettes de l'Espagne (en milliards d'€) - Contributions brutes - Contributions nettes \| \| ------------------------------------------------------------------------------------------------------------ \| |
| 2006 | 8,60               | 12,88       | - 4,28             | 8,07% | 7,93% | \| Contributions brutes et nettes de l'Espagne (en milliards d'€) - Contributions brutes - Contributions nettes \| \| ------------------------------------------------------------------------------------------------------------ \| |
| 2007 | 8,55               | 12,80       | - 4,25             | 7,50% | 7,27% | \| Contributions brutes et nettes de l'Espagne (en milliards d'€) - Contributions brutes - Contributions nettes \| \| ------------------------------------------------------------------------------------------------------------ \| |
| 2008 | 8,78               | 12,09       | - 3,32             | 7,53% | 7,22% | \| Contributions brutes et nettes de l'Espagne (en milliards d'€) - Contributions brutes - Contributions nettes \| \| ------------------------------------------------------------------------------------------------------------ \| |
| 2009 | 10,20              | 11,60       | - 1,40             | 8,62% | 8,67% | \| Contributions brutes et nettes de l'Espagne (en milliards d'€) - Contributions brutes - Contributions nettes \| \| ------------------------------------------------------------------------------------------------------------ \| |
| 2010 | 8,94               | 13,19       | - 4,25             | 7,31% | 7,00% | \| Contributions brutes et nettes de l'Espagne (en milliards d'€) - Contributions brutes - Contributions nettes \| \| ------------------------------------------------------------------------------------------------------------ \| |
| 2011 | 9,88               | 13,60       | - 3,72             | 7,64% | 7,60% | \| Contributions brutes et nettes de l'Espagne (en milliards d'€) - Contributions brutes - Contributions nettes \| \| ------------------------------------------------------------------------------------------------------------ \| |
| 2012 | 9,66               | 14,26       | - 4,60             | 6,97% | 6,92% | \| Contributions brutes et nettes de l'Espagne (en milliards d'€) - Contributions brutes - Contributions nettes \| \| ------------------------------------------------------------------------------------------------------------ \| |
| 2013 | 10,38              | 13,75       | - 3,38             | 6,99% | 6,94% | \| Contributions brutes et nettes de l'Espagne (en milliards d'€) - Contributions brutes - Contributions nettes \| \| ------------------------------------------------------------------------------------------------------------ \| |
| 2014 | 9,98               | 11,54       | - 1,56             | 7,00% | 6,93% | \| Contributions brutes et nettes de l'Espagne (en milliards d'€) - Contributions brutes - Contributions nettes \| \| ------------------------------------------------------------------------------------------------------------ \| |
| 2015 | 8,77               | 13,70       | - 4,92             | 6,04% | 6,01% | \| Contributions brutes et nettes de l'Espagne (en milliards d'€) - Contributions brutes - Contributions nettes \| \| ------------------------------------------------------------------------------------------------------------ \| |
| 2016 | 10,01              | 11,59       | - 1,58             | 7,34% | 6,95% | \| Contributions brutes et nettes de l'Espagne (en milliards d'€) - Contributions brutes - Contributions nettes \| \| ------------------------------------------------------------------------------------------------------------ \| |
| 2017 | 8,08               | 9,66        | - 1,58             | 5,88% | 5,81% | \| Contributions brutes et nettes de l'Espagne (en milliards d'€) - Contributions brutes - Contributions nettes \| \| ------------------------------------------------------------------------------------------------------------ \| |
| 2018 | 10,31              | 12,27       | - 1,96             | 6,58% | 6,50% | \| Contributions brutes et nettes de l'Espagne (en milliards d'€) - Contributions brutes - Contributions nettes \| \| ------------------------------------------------------------------------------------------------------------ \| |
| 2019 | 10,22              | 11,27       | - 1,05             | 7,08% | 6,87% | \| Contributions brutes et nettes de l'Espagne (en milliards d'€) - Contributions brutes - Contributions nettes \| \| ------------------------------------------------------------------------------------------------------------ \| |
| 2020 | 11,04              | 12,81       | - 1,77             | 6,37% | 6,33% | \| Contributions brutes et nettes de l'Espagne (en milliards d'€) - Contributions brutes - Contributions nettes \| \| ------------------------------------------------------------------------------------------------------------ \| |
| Contributions brutes et nettes de l'Espagne (en milliards d'€) - Contributions brutes - Contributions nettes |                    |             |                    |       |       | |

#### Totaux
Montants en milliards d'€
| Contributions brutes 2000-2020 | CB/DT | CB/RT | CB 2000-2020 Min | CB 2000-2020 Max | Contributions nettes 2000-2020 | CN 2000-2020 Min | CN 2000-2020 Max |
| ------------------------------ | ----- | ----- | ---------------- | ---------------- | ------------------------------ | ---------------- | ---------------- |
| 183,09                         | 7,07% | 6,86% | 5,53             | 11,04            | -90,55                         | -9,24            | -1,05            |

### 9.Estonie

#### Par année
Montants en milliards d'€
| Année | Contribution brute | Fonds reçus | Contribution nette | CB/DT | CB/RT | Graphique |
| --- | ------------------ | ----------- | ------------------ | ----- | ----- | --- |
| 2000 | -                  | -           | -                  | -     | -     | \| Contributions brutes et nettes de l'Estonie (en milliards d'€) - Contributions brutes - Contributions nettes \| \| ------------------------------------------------------------------------------------------------------------ \| |
| 2001 | -                  | -           | -                  | -     | -     | \| Contributions brutes et nettes de l'Estonie (en milliards d'€) - Contributions brutes - Contributions nettes \| \| ------------------------------------------------------------------------------------------------------------ \| |
| 2002 | -                  | -           | -                  | -     | -     | \| Contributions brutes et nettes de l'Estonie (en milliards d'€) - Contributions brutes - Contributions nettes \| \| ------------------------------------------------------------------------------------------------------------ \| |
| 2003 | -                  | -           | -                  | -     | -     | \| Contributions brutes et nettes de l'Estonie (en milliards d'€) - Contributions brutes - Contributions nettes \| \| ------------------------------------------------------------------------------------------------------------ \| |
| 2004 | 0,05               | 0,20        | - 0,15             | 0,05% | 0,05% | \| Contributions brutes et nettes de l'Estonie (en milliards d'€) - Contributions brutes - Contributions nettes \| \| ------------------------------------------------------------------------------------------------------------ \| |
| 2005 | 0,08               | 0,25        | - 0,17             | 0,08% | 0,07% | \| Contributions brutes et nettes de l'Estonie (en milliards d'€) - Contributions brutes - Contributions nettes \| \| ------------------------------------------------------------------------------------------------------------ \| |
| 2006 | 0,11               | 0,30        | - 0,19             | 0,10% | 0,10% | \| Contributions brutes et nettes de l'Estonie (en milliards d'€) - Contributions brutes - Contributions nettes \| \| ------------------------------------------------------------------------------------------------------------ \| |
| 2007 | 0,13               | 0,38        | - 0,24             | 0,11% | 0,11% | \| Contributions brutes et nettes de l'Estonie (en milliards d'€) - Contributions brutes - Contributions nettes \| \| ------------------------------------------------------------------------------------------------------------ \| |
| 2008 | 0,13               | 0,37        | - 0,24             | 0,11% | 0,11% | \| Contributions brutes et nettes de l'Estonie (en milliards d'€) - Contributions brutes - Contributions nettes \| \| ------------------------------------------------------------------------------------------------------------ \| |
| 2009 | 0,13               | 0,72        | - 0,58             | 0,11% | 0,11% | \| Contributions brutes et nettes de l'Estonie (en milliards d'€) - Contributions brutes - Contributions nettes \| \| ------------------------------------------------------------------------------------------------------------ \| |
| 2010 | 0,13               | 0,81        | - 0,68             | 0,11% | 0,10% | \| Contributions brutes et nettes de l'Estonie (en milliards d'€) - Contributions brutes - Contributions nettes \| \| ------------------------------------------------------------------------------------------------------------ \| |
| 2011 | 0,14               | 0,50        | - 0,37             | 0,11% | 0,11% | \| Contributions brutes et nettes de l'Estonie (en milliards d'€) - Contributions brutes - Contributions nettes \| \| ------------------------------------------------------------------------------------------------------------ \| |
| 2012 | 0,15               | 0,95        | - 0,80             | 0,11% | 0,11% | \| Contributions brutes et nettes de l'Estonie (en milliards d'€) - Contributions brutes - Contributions nettes \| \| ------------------------------------------------------------------------------------------------------------ \| |
| 2013 | 0,19               | 0,97        | - 0,78             | 0,13% | 0,13% | \| Contributions brutes et nettes de l'Estonie (en milliards d'€) - Contributions brutes - Contributions nettes \| \| ------------------------------------------------------------------------------------------------------------ \| |
| 2014 | 0,18               | 0,67        | - 0,49             | 0,13% | 0,13% | \| Contributions brutes et nettes de l'Estonie (en milliards d'€) - Contributions brutes - Contributions nettes \| \| ------------------------------------------------------------------------------------------------------------ \| |
| 2015 | 0,18               | 0,44        | - 0,26             | 0,12% | 0,12% | \| Contributions brutes et nettes de l'Estonie (en milliards d'€) - Contributions brutes - Contributions nettes \| \| ------------------------------------------------------------------------------------------------------------ \| |
| 2016 | 0,19               | 0,67        | - 0,48             | 0,14% | 0,13% | \| Contributions brutes et nettes de l'Estonie (en milliards d'€) - Contributions brutes - Contributions nettes \| \| ------------------------------------------------------------------------------------------------------------ \| |
| 2017 | 0,15               | 0,65        | - 0,49             | 0,11% | 0,11% | \| Contributions brutes et nettes de l'Estonie (en milliards d'€) - Contributions brutes - Contributions nettes \| \| ------------------------------------------------------------------------------------------------------------ \| |
| 2018 | 0,21               | 0,76        | - 0,55             | 0,48% | 0,48% | \| Contributions brutes et nettes de l'Estonie (en milliards d'€) - Contributions brutes - Contributions nettes \| \| ------------------------------------------------------------------------------------------------------------ \| |
| 2019 | 0,23               | 1,17        | - 0,94             | 0,14% | 0,14% | \| Contributions brutes et nettes de l'Estonie (en milliards d'€) - Contributions brutes - Contributions nettes \| \| ------------------------------------------------------------------------------------------------------------ \| |
| 2020 | 0,28               | 1,08        | - 0,81             | 0,63% | 0,62% | \| Contributions brutes et nettes de l'Estonie (en milliards d'€) - Contributions brutes - Contributions nettes \| \| ------------------------------------------------------------------------------------------------------------ \| |
| Contributions brutes et nettes de l'Estonie (en milliards d'€) - Contributions brutes - Contributions nettes |                    |             |                    |       |       | |

#### Totaux
Montants en milliards d'€
| Contributions brutes 2000-2020 | CB/DT | CB/RT | CB 2000-2020 Min | CB 2000-2020 Max | Contributions nettes 2000-2020 | CN 2000-2020 Min | CN 2000-2020 Max |
| ------------------------------ | ----- | ----- | ---------------- | ---------------- | ------------------------------ | ---------------- | ---------------- |
| 2,66                           | 0,10% | 0,10% | 0,05             | 0,28             | -8,24                          | -0,94            | -0,15            |

### 10.Finlande

#### Par année
Montants en milliards d'€
| Année | Contribution brute | Fonds reçus | Contribution nette | CB/DT | CB/RT | Graphique |
| --- | ------------------ | ----------- | ------------------ | ----- | ----- | --- |
| 2000 | 1,10               | 1,39        | - 0,29             | 1,32% | 1,19% | \| Contributions brutes et nettes de la Finlande (en milliards d'€) - Contributions brutes - Contributions nettes \| \| -------------------------------------------------------------------------------------------------------------- \| |
| 2001 | 1,11               | 1,02        | 0,10               | 1,39% | 1,18% | \| Contributions brutes et nettes de la Finlande (en milliards d'€) - Contributions brutes - Contributions nettes \| \| -------------------------------------------------------------------------------------------------------------- \| |
| 2002 | 1,12               | 1,21        | - 0,09             | 1,32% | 1,17% | \| Contributions brutes et nettes de la Finlande (en milliards d'€) - Contributions brutes - Contributions nettes \| \| -------------------------------------------------------------------------------------------------------------- \| |
| 2003 | 1,26               | 1,35        | - 0,09             | 1,39% | 1,35% | \| Contributions brutes et nettes de la Finlande (en milliards d'€) - Contributions brutes - Contributions nettes \| \| -------------------------------------------------------------------------------------------------------------- \| |
| 2004 | 1,35               | 1,37        | - 0,03             | 1,35% | 1,30% | \| Contributions brutes et nettes de la Finlande (en milliards d'€) - Contributions brutes - Contributions nettes \| \| -------------------------------------------------------------------------------------------------------------- \| |
| 2005 | 1,35               | 1,35        | 0,00               | 1,29% | 1,26% | \| Contributions brutes et nettes de la Finlande (en milliards d'€) - Contributions brutes - Contributions nettes \| \| -------------------------------------------------------------------------------------------------------------- \| |
| 2006 | 1,43               | 1,28        | 0,15               | 1,34% | 1,32% | \| Contributions brutes et nettes de la Finlande (en milliards d'€) - Contributions brutes - Contributions nettes \| \| -------------------------------------------------------------------------------------------------------------- \| |
| 2007 | 1,48               | 1,42        | 0,06               | 1,30% | 1,26% | \| Contributions brutes et nettes de la Finlande (en milliards d'€) - Contributions brutes - Contributions nettes \| \| -------------------------------------------------------------------------------------------------------------- \| |
| 2008 | 1,54               | 1,32        | 0,22               | 1,32% | 1,27% | \| Contributions brutes et nettes de la Finlande (en milliards d'€) - Contributions brutes - Contributions nettes \| \| -------------------------------------------------------------------------------------------------------------- \| |
| 2009 | 1,70               | 1,21        | 0,49               | 1,44% | 1,45% | \| Contributions brutes et nettes de la Finlande (en milliards d'€) - Contributions brutes - Contributions nettes \| \| -------------------------------------------------------------------------------------------------------------- \| |
| 2010 | 1,58               | 1,31        | 0,27               | 1,29% | 1,24% | \| Contributions brutes et nettes de la Finlande (en milliards d'€) - Contributions brutes - Contributions nettes \| \| -------------------------------------------------------------------------------------------------------------- \| |
| 2011 | 1,80               | 1,29        | 0,51               | 1,39% | 1,38% | \| Contributions brutes et nettes de la Finlande (en milliards d'€) - Contributions brutes - Contributions nettes \| \| -------------------------------------------------------------------------------------------------------------- \| |
| 2012 | 1,86               | 1,32        | 0,54               | 1,34% | 1,33% | \| Contributions brutes et nettes de la Finlande (en milliards d'€) - Contributions brutes - Contributions nettes \| \| -------------------------------------------------------------------------------------------------------------- \| |
| 2013 | 2,03               | 1,50        | 0,53               | 1,37% | 1,36% | \| Contributions brutes et nettes de la Finlande (en milliards d'€) - Contributions brutes - Contributions nettes \| \| -------------------------------------------------------------------------------------------------------------- \| |
| 2014 | 1,78               | 1,06        | 0,72               | 1,25% | 1,24% | \| Contributions brutes et nettes de la Finlande (en milliards d'€) - Contributions brutes - Contributions nettes \| \| -------------------------------------------------------------------------------------------------------------- \| |
| 2015 | 1,73               | 1,33        | 0,40               | 1,19% | 1,18% | \| Contributions brutes et nettes de la Finlande (en milliards d'€) - Contributions brutes - Contributions nettes \| \| -------------------------------------------------------------------------------------------------------------- \| |
| 2016 | 1,96               | 1,53        | 0,43               | 1,44% | 1,36% | \| Contributions brutes et nettes de la Finlande (en milliards d'€) - Contributions brutes - Contributions nettes \| \| -------------------------------------------------------------------------------------------------------------- \| |
| 2017 | 1,59               | 1,50        | 0,09               | 1,16% | 1,14% | \| Contributions brutes et nettes de la Finlande (en milliards d'€) - Contributions brutes - Contributions nettes \| \| -------------------------------------------------------------------------------------------------------------- \| |
| 2018 | 2,02               | 1,48        | 0,54               | 1,29% | 1,27% | \| Contributions brutes et nettes de la Finlande (en milliards d'€) - Contributions brutes - Contributions nettes \| \| -------------------------------------------------------------------------------------------------------------- \| |
| 2019 | 2,02               | 1,54        | 0,47               | 1,27% | 1,23% | \| Contributions brutes et nettes de la Finlande (en milliards d'€) - Contributions brutes - Contributions nettes \| \| -------------------------------------------------------------------------------------------------------------- \| |
| 2020 | 2,32               | 1,56        | 0,76               | 1,34% | 1,33% | \| Contributions brutes et nettes de la Finlande (en milliards d'€) - Contributions brutes - Contributions nettes \| \| -------------------------------------------------------------------------------------------------------------- \| |
| Contributions brutes et nettes de la Finlande (en milliards d'€) - Contributions brutes - Contributions nettes |                    |             |                    |       |       | |

#### Totaux
Montants en milliards d'€
| Contributions brutes 2000-2020 | CB/DT | CB/RT | CB 2000-2020 Min | CB 2000-2020 Max | Contributions nettes 2000-2020 | CN 2000-2020 Min | CN 2000-2020 Max |
| ------------------------------ | ----- | ----- | ---------------- | ---------------- | ------------------------------ | ---------------- | ---------------- |
| 34,12                          | 1,32% | 1,28% | 1,10             | 2,32             | 5,79                           | -0,29            | 0,76             |

### 11.France

#### Par année
Montants en milliards d'€
| Année | Contribution brute | Fonds reçus | Contribution nette | CB/DT  | CB/RT  | Graphique |
| --- | ------------------ | ----------- | ------------------ | ------ | ------ | --- |
| 2000 | 12,87              | 12,38       | 0,49               | 15,42% | 13,88% | \| Contributions brutes et nettes de la France (en milliards d'€) - Contributions brutes - Contributions nettes \| \| ------------------------------------------------------------------------------------------------------------ \| |
| 2001 | 12,96              | 11,67       | 1,29               | 16,20% | 13,74% | \| Contributions brutes et nettes de la France (en milliards d'€) - Contributions brutes - Contributions nettes \| \| ------------------------------------------------------------------------------------------------------------ \| |
| 2002 | 13,20              | 12,16       | 1,05               | 15,50% | 13,83% | \| Contributions brutes et nettes de la France (en milliards d'€) - Contributions brutes - Contributions nettes \| \| ------------------------------------------------------------------------------------------------------------ \| |
| 2003 | 14,11              | 13,36       | 0,75               | 15,58% | 15,10% | \| Contributions brutes et nettes de la France (en milliards d'€) - Contributions brutes - Contributions nettes \| \| ------------------------------------------------------------------------------------------------------------ \| |
| 2004 | 14,88              | 12,94       | 1,93               | 14,86% | 14,38% | \| Contributions brutes et nettes de la France (en milliards d'€) - Contributions brutes - Contributions nettes \| \| ------------------------------------------------------------------------------------------------------------ \| |
| 2005 | 15,52              | 13,62       | 1,90               | 14,80% | 14,49% | \| Contributions brutes et nettes de la France (en milliards d'€) - Contributions brutes - Contributions nettes \| \| ------------------------------------------------------------------------------------------------------------ \| |
| 2006 | 15,35              | 13,50       | 1,86               | 14,40% | 14,16% | \| Contributions brutes et nettes de la France (en milliards d'€) - Contributions brutes - Contributions nettes \| \| ------------------------------------------------------------------------------------------------------------ \| |
| 2007 | 15,66              | 13,90       | 1,76               | 13,74% | 13,32% | \| Contributions brutes et nettes de la France (en milliards d'€) - Contributions brutes - Contributions nettes \| \| ------------------------------------------------------------------------------------------------------------ \| |
| 2008 | 16,46              | 13,72       | 2,73               | 14,12% | 13,54% | \| Contributions brutes et nettes de la France (en milliards d'€) - Contributions brutes - Contributions nettes \| \| ------------------------------------------------------------------------------------------------------------ \| |
| 2009 | 18,80              | 13,60       | 5,20               | 15,88% | 15,98% | \| Contributions brutes et nettes de la France (en milliards d'€) - Contributions brutes - Contributions nettes \| \| ------------------------------------------------------------------------------------------------------------ \| |
| 2010 | 18,17              | 13,11       | 5,07               | 14,87% | 14,22% | \| Contributions brutes et nettes de la France (en milliards d'€) - Contributions brutes - Contributions nettes \| \| ------------------------------------------------------------------------------------------------------------ \| |
| 2011 | 18,05              | 13,16       | 4,89               | 13,95% | 13,88% | \| Contributions brutes et nettes de la France (en milliards d'€) - Contributions brutes - Contributions nettes \| \| ------------------------------------------------------------------------------------------------------------ \| |
| 2012 | 19,80              | 12,89       | 6,91               | 14,28% | 14,19% | \| Contributions brutes et nettes de la France (en milliards d'€) - Contributions brutes - Contributions nettes \| \| ------------------------------------------------------------------------------------------------------------ \| |
| 2013 | 21,87              | 14,24       | 7,64               | 14,73% | 14,63% | \| Contributions brutes et nettes de la France (en milliards d'€) - Contributions brutes - Contributions nettes \| \| ------------------------------------------------------------------------------------------------------------ \| |
| 2014 | 19,57              | 13,48       | 6,09               | 13,73% | 13,60% | \| Contributions brutes et nettes de la France (en milliards d'€) - Contributions brutes - Contributions nettes \| \| ------------------------------------------------------------------------------------------------------------ \| |
| 2015 | 19,01              | 14,47       | 4,54               | 13,09% | 13,02% | \| Contributions brutes et nettes de la France (en milliards d'€) - Contributions brutes - Contributions nettes \| \| ------------------------------------------------------------------------------------------------------------ \| |
| 2016 | 20,54              | 11,27       | 9,27               | 15,06% | 14,26% | \| Contributions brutes et nettes de la France (en milliards d'€) - Contributions brutes - Contributions nettes \| \| ------------------------------------------------------------------------------------------------------------ \| |
| 2017 | 16,23              | 13,51       | 2,73               | 11,81% | 11,67% | \| Contributions brutes et nettes de la France (en milliards d'€) - Contributions brutes - Contributions nettes \| \| ------------------------------------------------------------------------------------------------------------ \| |
| 2018 | 20,57              | 14,78       | 5,80               | 13,13% | 12,97% | \| Contributions brutes et nettes de la France (en milliards d'€) - Contributions brutes - Contributions nettes \| \| ------------------------------------------------------------------------------------------------------------ \| |
| 2019 | 21,01              | 15,09       | 5,92               | 13,21% | 12,82% | \| Contributions brutes et nettes de la France (en milliards d'€) - Contributions brutes - Contributions nettes \| \| ------------------------------------------------------------------------------------------------------------ \| |
| 2020 | 23,69              | 15,85       | 7,84               | 13,67% | 13,59% | \| Contributions brutes et nettes de la France (en milliards d'€) - Contributions brutes - Contributions nettes \| \| ------------------------------------------------------------------------------------------------------------ \| |
| 2021 | 28,13              | 15,73       | 10,4               | 12,34% | 11,74% | \| Contributions brutes et nettes de la France (en milliards d'€) - Contributions brutes - Contributions nettes \| \| ------------------------------------------------------------------------------------------------------------ \| |
| 2022 | 26,50              | 16,89       | 9,60               | 10,90% | 10,80% | |
| 2023 | 25,89              | 16,5        | 9,40               | 10,82% | 10,42% | |
| Contributions brutes et nettes de la France (en milliards d'€) - Contributions brutes - Contributions nettes |                    |             |                    |        |        | |

#### Totaux
Montants en milliards d'€
| Contributions brutes 2000-2020 | CB/DT  | CB/RT  | CB 2000-2020 Min | CB 2000-2020 Max | Contributions nettes 2000-2020 | CN 2000-2020 Min | CN 2000-2020 Max |
| ------------------------------ | ------ | ------ | ---------------- | ---------------- | ------------------------------ | ---------------- | ---------------- |
| 368,32                         | 14,23% | 13,80% | 12,87            | 23,69            | 85,63                          | 0,49             | 9,27             |

### 12.Grèce

#### Par année
Montants en milliards d'€
| Année | Contribution brute | Fonds reçus | Contribution nette | CB/DT | CB/RT | Graphique |
| --- | ------------------ | ----------- | ------------------ | ----- | ----- | --- |
| 2000 | 1,13               | 5,53        | - 4,40             | 1,35% | 1,22% | \| Contributions brutes et nettes de la Grèce (en milliards d'€) - Contributions brutes - Contributions nettes \| \| ----------------------------------------------------------------------------------------------------------- \| |
| 2001 | 1,17               | 5,73        | - 4,56             | 1,46% | 1,24% | \| Contributions brutes et nettes de la Grèce (en milliards d'€) - Contributions brutes - Contributions nettes \| \| ----------------------------------------------------------------------------------------------------------- \| |
| 2002 | 1,22               | 4,68        | - 3,47             | 1,43% | 1,28% | \| Contributions brutes et nettes de la Grèce (en milliards d'€) - Contributions brutes - Contributions nettes \| \| ----------------------------------------------------------------------------------------------------------- \| |
| 2003 | 1,38               | 4,85        | - 3,47             | 1,52% | 1,48% | \| Contributions brutes et nettes de la Grèce (en milliards d'€) - Contributions brutes - Contributions nettes \| \| ----------------------------------------------------------------------------------------------------------- \| |
| 2004 | 1,55               | 5,81        | - 4,26             | 1,55% | 1,50% | \| Contributions brutes et nettes de la Grèce (en milliards d'€) - Contributions brutes - Contributions nettes \| \| ----------------------------------------------------------------------------------------------------------- \| |
| 2005 | 1,60               | 5,60        | - 3,99             | 1,53% | 1,49% | \| Contributions brutes et nettes de la Grèce (en milliards d'€) - Contributions brutes - Contributions nettes \| \| ----------------------------------------------------------------------------------------------------------- \| |
| 2006 | 1,63               | 6,83        | - 5,20             | 1,53% | 1,50% | \| Contributions brutes et nettes de la Grèce (en milliards d'€) - Contributions brutes - Contributions nettes \| \| ----------------------------------------------------------------------------------------------------------- \| |
| 2007 | 2,79               | 8,43        | - 5,64             | 2,45% | 2,37% | \| Contributions brutes et nettes de la Grèce (en milliards d'€) - Contributions brutes - Contributions nettes \| \| ----------------------------------------------------------------------------------------------------------- \| |
| 2008 | 2,10               | 8,51        | - 6,42             | 1,80% | 1,73% | \| Contributions brutes et nettes de la Grèce (en milliards d'€) - Contributions brutes - Contributions nettes \| \| ----------------------------------------------------------------------------------------------------------- \| |
| 2009 | 2,23               | 5,43        | - 3,20             | 1,88% | 1,90% | \| Contributions brutes et nettes de la Grèce (en milliards d'€) - Contributions brutes - Contributions nettes \| \| ----------------------------------------------------------------------------------------------------------- \| |
| 2010 | 2,09               | 5,75        | - 3,65             | 1,71% | 1,64% | \| Contributions brutes et nettes de la Grèce (en milliards d'€) - Contributions brutes - Contributions nettes \| \| ----------------------------------------------------------------------------------------------------------- \| |
| 2011 | 1,76               | 6,54        | - 4,77             | 1,36% | 1,35% | \| Contributions brutes et nettes de la Grèce (en milliards d'€) - Contributions brutes - Contributions nettes \| \| ----------------------------------------------------------------------------------------------------------- \| |
| 2012 | 1,68               | 6,35        | - 4,67             | 1,21% | 1,20% | \| Contributions brutes et nettes de la Grèce (en milliards d'€) - Contributions brutes - Contributions nettes \| \| ----------------------------------------------------------------------------------------------------------- \| |
| 2013 | 1,79               | 7,21        | - 5,42             | 1,21% | 1,20% | \| Contributions brutes et nettes de la Grèce (en milliards d'€) - Contributions brutes - Contributions nettes \| \| ----------------------------------------------------------------------------------------------------------- \| |
| 2014 | 1,83               | 7,09        | - 5,27             | 1,28% | 1,27% | \| Contributions brutes et nettes de la Grèce (en milliards d'€) - Contributions brutes - Contributions nettes \| \| ----------------------------------------------------------------------------------------------------------- \| |
| 2015 | 1,21               | 6,21        | - 5,00             | 0,83% | 0,83% | \| Contributions brutes et nettes de la Grèce (en milliards d'€) - Contributions brutes - Contributions nettes \| \| ----------------------------------------------------------------------------------------------------------- \| |
| 2016 | 1,57               | 5,85        | - 4,28             | 1,15% | 1,09% | \| Contributions brutes et nettes de la Grèce (en milliards d'€) - Contributions brutes - Contributions nettes \| \| ----------------------------------------------------------------------------------------------------------- \| |
| 2017 | 1,25               | 5,13        | - 3,88             | 0,91% | 0,90% | \| Contributions brutes et nettes de la Grèce (en milliards d'€) - Contributions brutes - Contributions nettes \| \| ----------------------------------------------------------------------------------------------------------- \| |
| 2018 | 1,49               | 4,87        | - 3,38             | 0,95% | 0,94% | \| Contributions brutes et nettes de la Grèce (en milliards d'€) - Contributions brutes - Contributions nettes \| \| ----------------------------------------------------------------------------------------------------------- \| |
| 2019 | 1,52               | 5,26        | - 3,74             | 0,95% | 0,93% | \| Contributions brutes et nettes de la Grèce (en milliards d'€) - Contributions brutes - Contributions nettes \| \| ----------------------------------------------------------------------------------------------------------- \| |
| 2020 | 1,65               | 7,41        | - 5,76             | 0,95% | 0,95% | \| Contributions brutes et nettes de la Grèce (en milliards d'€) - Contributions brutes - Contributions nettes \| \| ----------------------------------------------------------------------------------------------------------- \| |
| Contributions brutes et nettes de la Grèce (en milliards d'€) - Contributions brutes - Contributions nettes |                    |             |                    |       |       | |

#### Totaux
Montants en milliards d'€
| Contributions brutes 2000-2020 | CB/DT | CB/RT | CB 2000-2020 Min | CB 2000-2020 Max | Contributions nettes 2000-2020 | CN 2000-2020 Min | CN 2000-2020 Max |
| ------------------------------ | ----- | ----- | ---------------- | ---------------- | ------------------------------ | ---------------- | ---------------- |
| 34,64                          | 1,34% | 1,30% | 1,13             | 2,79             | -94,43                         | -6,41            | -3,20            |

### 13.Hongrie

#### Par année
Montants en milliards d'€
| Année | Contribution brute | Fonds reçus | Contribution nette | CB/DT | CB/RT | Graphique |
| --- | ------------------ | ----------- | ------------------ | ----- | ----- | --- |
| 2000 | -                  | -           | -                  | -     | -     | \| Contributions brutes et nettes de la Hongrie (en milliards d'€) - Contributions brutes - Contributions nettes \| \| ------------------------------------------------------------------------------------------------------------- \| |
| 2001 | -                  | -           | -                  | -     | -     | \| Contributions brutes et nettes de la Hongrie (en milliards d'€) - Contributions brutes - Contributions nettes \| \| ------------------------------------------------------------------------------------------------------------- \| |
| 2002 | -                  | -           | -                  | -     | -     | \| Contributions brutes et nettes de la Hongrie (en milliards d'€) - Contributions brutes - Contributions nettes \| \| ------------------------------------------------------------------------------------------------------------- \| |
| 2003 | -                  | -           | -                  | -     | -     | \| Contributions brutes et nettes de la Hongrie (en milliards d'€) - Contributions brutes - Contributions nettes \| \| ------------------------------------------------------------------------------------------------------------- \| |
| 2004 | 0,48               | 0,71        | - 0,23             | 0,48% | 0,46% | \| Contributions brutes et nettes de la Hongrie (en milliards d'€) - Contributions brutes - Contributions nettes \| \| ------------------------------------------------------------------------------------------------------------- \| |
| 2005 | 0,72               | 1,36        | - 0,64             | 0,69% | 0,67% | \| Contributions brutes et nettes de la Hongrie (en milliards d'€) - Contributions brutes - Contributions nettes \| \| ------------------------------------------------------------------------------------------------------------- \| |
| 2006 | 0,68               | 1,84        | - 1,16             | 0,64% | 0,63% | \| Contributions brutes et nettes de la Hongrie (en milliards d'€) - Contributions brutes - Contributions nettes \| \| ------------------------------------------------------------------------------------------------------------- \| |
| 2007 | 0,76               | 2,43        | - 1,67             | 0,67% | 0,65% | \| Contributions brutes et nettes de la Hongrie (en milliards d'€) - Contributions brutes - Contributions nettes \| \| ------------------------------------------------------------------------------------------------------------- \| |
| 2008 | 0,83               | 2,00        | - 1,17             | 0,71% | 0,68% | \| Contributions brutes et nettes de la Hongrie (en milliards d'€) - Contributions brutes - Contributions nettes \| \| ------------------------------------------------------------------------------------------------------------- \| |
| 2009 | 0,82               | 3,57        | - 2,75             | 0,69% | 0,70% | \| Contributions brutes et nettes de la Hongrie (en milliards d'€) - Contributions brutes - Contributions nettes \| \| ------------------------------------------------------------------------------------------------------------- \| |
| 2010 | 0,86               | 3,65        | - 2,79             | 0,70% | 0,67% | \| Contributions brutes et nettes de la Hongrie (en milliards d'€) - Contributions brutes - Contributions nettes \| \| ------------------------------------------------------------------------------------------------------------- \| |
| 2011 | 0,84               | 5,33        | - 4,49             | 0,65% | 0,65% | \| Contributions brutes et nettes de la Hongrie (en milliards d'€) - Contributions brutes - Contributions nettes \| \| ------------------------------------------------------------------------------------------------------------- \| |
| 2012 | 0,83               | 4,18        | - 3,35             | 0,60% | 0,59% | \| Contributions brutes et nettes de la Hongrie (en milliards d'€) - Contributions brutes - Contributions nettes \| \| ------------------------------------------------------------------------------------------------------------- \| |
| 2013 | 0,92               | 5,91        | - 4,99             | 0,62% | 0,62% | \| Contributions brutes et nettes de la Hongrie (en milliards d'€) - Contributions brutes - Contributions nettes \| \| ------------------------------------------------------------------------------------------------------------- \| |
| 2014 | 0,89               | 6,62        | - 5,73             | 0,62% | 0,62% | \| Contributions brutes et nettes de la Hongrie (en milliards d'€) - Contributions brutes - Contributions nettes \| \| ------------------------------------------------------------------------------------------------------------- \| |
| 2015 | 0,95               | 5,63        | - 4,68             | 0,65% | 0,65% | \| Contributions brutes et nettes de la Hongrie (en milliards d'€) - Contributions brutes - Contributions nettes \| \| ------------------------------------------------------------------------------------------------------------- \| |
| 2016 | 0,97               | 4,55        | - 3,58             | 0,71% | 0,67% | \| Contributions brutes et nettes de la Hongrie (en milliards d'€) - Contributions brutes - Contributions nettes \| \| ------------------------------------------------------------------------------------------------------------- \| |
| 2017 | 0,82               | 4,05        | - 3,23             | 0,60% | 0,59% | \| Contributions brutes et nettes de la Hongrie (en milliards d'€) - Contributions brutes - Contributions nettes \| \| ------------------------------------------------------------------------------------------------------------- \| |
| 2018 | 1,08               | 6,30        | - 5,22             | 0,69% | 0,68% | \| Contributions brutes et nettes de la Hongrie (en milliards d'€) - Contributions brutes - Contributions nettes \| \| ------------------------------------------------------------------------------------------------------------- \| |
| 2019 | 1,09               | 6,20        | - 5,11             | 0,68% | 0,66% | \| Contributions brutes et nettes de la Hongrie (en milliards d'€) - Contributions brutes - Contributions nettes \| \| ------------------------------------------------------------------------------------------------------------- \| |
| 2020 | 1,30               | 6,14        | - 4,85             | 0,75% | 0,74% | \| Contributions brutes et nettes de la Hongrie (en milliards d'€) - Contributions brutes - Contributions nettes \| \| ------------------------------------------------------------------------------------------------------------- \| |
| Contributions brutes et nettes de la Hongrie (en milliards d'€) - Contributions brutes - Contributions nettes |                    |             |                    |       |       | |

#### Totaux
Montants en milliards d'€
| Contributions brutes 2000-2020 | CB/DT | CB/RT | CB 2000-2020 Min | CB 2000-2020 Max | Contributions nettes 2000-2020 | CN 2000-2020 Min | CN 2000-2020 Max |
| ------------------------------ | ----- | ----- | ---------------- | ---------------- | ------------------------------ | ---------------- | ---------------- |
| 14,83                          | 0,57% | 0,56% | 0,48             | 1,30             | -55,64                         | -5,73            | -0,23            |

### 14.Irlande

#### Par année
Montants en milliards d'€
| Année | Contribution brute | Fonds reçus | Contribution nette | CB/DT | CB/RT | Graphique |
| --- | ------------------ | ----------- | ------------------ | ----- | ----- | --- |
| 2000 | 0,88               | 2,62        | - 1,74             | 1,05% | 0,95% | \| Contributions brutes et nettes de l'Irlande (en milliards d'€) - Contributions brutes - Contributions nettes \| \| ------------------------------------------------------------------------------------------------------------ \| |
| 2001 | 1,05               | 2,31        | - 1,26             | 1,31% | 1,11% | \| Contributions brutes et nettes de l'Irlande (en milliards d'€) - Contributions brutes - Contributions nettes \| \| ------------------------------------------------------------------------------------------------------------ \| |
| 2002 | 0,93               | 2,60        | - 1,66             | 1,09% | 0,97% | \| Contributions brutes et nettes de l'Irlande (en milliards d'€) - Contributions brutes - Contributions nettes \| \| ------------------------------------------------------------------------------------------------------------ \| |
| 2003 | 1,02               | 2,69        | - 1,67             | 1,13% | 1,09% | \| Contributions brutes et nettes de l'Irlande (en milliards d'€) - Contributions brutes - Contributions nettes \| \| ------------------------------------------------------------------------------------------------------------ \| |
| 2004 | 1,12               | 2,81        | - 1,69             | 1,12% | 1,08% | \| Contributions brutes et nettes de l'Irlande (en milliards d'€) - Contributions brutes - Contributions nettes \| \| ------------------------------------------------------------------------------------------------------------ \| |
| 2005 | 1,26               | 2,49        | - 1,23             | 1,20% | 1,18% | \| Contributions brutes et nettes de l'Irlande (en milliards d'€) - Contributions brutes - Contributions nettes \| \| ------------------------------------------------------------------------------------------------------------ \| |
| 2006 | 1,28               | 2,46        | - 1,18             | 1,20% | 1,18% | \| Contributions brutes et nettes de l'Irlande (en milliards d'€) - Contributions brutes - Contributions nettes \| \| ------------------------------------------------------------------------------------------------------------ \| |
| 2007 | 1,37               | 2,16        | - 0,79             | 1,20% | 1,17% | \| Contributions brutes et nettes de l'Irlande (en milliards d'€) - Contributions brutes - Contributions nettes \| \| ------------------------------------------------------------------------------------------------------------ \| |
| 2008 | 1,38               | 2,05        | - 0,68             | 1,18% | 1,14% | \| Contributions brutes et nettes de l'Irlande (en milliards d'€) - Contributions brutes - Contributions nettes \| \| ------------------------------------------------------------------------------------------------------------ \| |
| 2009 | 1,36               | 1,38        | - 0,02             | 1,15% | 1,16% | \| Contributions brutes et nettes de l'Irlande (en milliards d'€) - Contributions brutes - Contributions nettes \| \| ------------------------------------------------------------------------------------------------------------ \| |
| 2010 | 1,21               | 2,07        | - 0,86             | 0,99% | 0,95% | \| Contributions brutes et nettes de l'Irlande (en milliards d'€) - Contributions brutes - Contributions nettes \| \| ------------------------------------------------------------------------------------------------------------ \| |
| 2011 | 1,14               | 1,64        | - 0,50             | 0,88% | 0,88% | \| Contributions brutes et nettes de l'Irlande (en milliards d'€) - Contributions brutes - Contributions nettes \| \| ------------------------------------------------------------------------------------------------------------ \| |
| 2012 | 1,24               | 2,01        | - 0,78             | 0,89% | 0,89% | \| Contributions brutes et nettes de l'Irlande (en milliards d'€) - Contributions brutes - Contributions nettes \| \| ------------------------------------------------------------------------------------------------------------ \| |
| 2013 | 1,52               | 1,87        | - 0,35             | 1,02% | 1,02% | \| Contributions brutes et nettes de l'Irlande (en milliards d'€) - Contributions brutes - Contributions nettes \| \| ------------------------------------------------------------------------------------------------------------ \| |
| 2014 | 1,43               | 1,56        | - 0,14             | 1,00% | 0,99% | \| Contributions brutes et nettes de l'Irlande (en milliards d'€) - Contributions brutes - Contributions nettes \| \| ------------------------------------------------------------------------------------------------------------ \| |
| 2015 | 1,56               | 2,01        | - 0,45             | 1,07% | 1,07% | \| Contributions brutes et nettes de l'Irlande (en milliards d'€) - Contributions brutes - Contributions nettes \| \| ------------------------------------------------------------------------------------------------------------ \| |
| 2016 | 1,85               | 2,04        | - 0,19             | 1,36% | 1,28% | \| Contributions brutes et nettes de l'Irlande (en milliards d'€) - Contributions brutes - Contributions nettes \| \| ------------------------------------------------------------------------------------------------------------ \| |
| 2017 | 1,78               | 1,82        | - 0,04             | 1,30% | 1,28% | \| Contributions brutes et nettes de l'Irlande (en milliards d'€) - Contributions brutes - Contributions nettes \| \| ------------------------------------------------------------------------------------------------------------ \| |
| 2018 | 2,32               | 2,06        | 0,26               | 1,48% | 1,46% | \| Contributions brutes et nettes de l'Irlande (en milliards d'€) - Contributions brutes - Contributions nettes \| \| ------------------------------------------------------------------------------------------------------------ \| |
| 2019 | 2,00               | 2,07        | - 0,08             | 1,25% | 1,22% | \| Contributions brutes et nettes de l'Irlande (en milliards d'€) - Contributions brutes - Contributions nettes \| \| ------------------------------------------------------------------------------------------------------------ \| |
| 2020 | 2,38               | 2,25        | 0,13               | 1,37% | 1,37% | \| Contributions brutes et nettes de l'Irlande (en milliards d'€) - Contributions brutes - Contributions nettes \| \| ------------------------------------------------------------------------------------------------------------ \| |
| Contributions brutes et nettes de l'Irlande (en milliards d'€) - Contributions brutes - Contributions nettes |                    |             |                    |       |       | |

#### Totaux
Montants en milliards d'€
| Contributions brutes 2000-2020 | CB/DT | CB/RT | CB 2000-2020 Min | CB 2000-2020 Max | Contributions nettes 2000-2020 | CN 2000-2020 Min | CN 2000-2020 Max |
| ------------------------------ | ----- | ----- | ---------------- | ---------------- | ------------------------------ | ---------------- | ---------------- |
| 30,08                          | 1,16% | 1,13% | 0,88             | 2,38             | -14,90                         | -1,74            | 0,26             |

### 15.Italie

#### Par année
Montants en milliards d'€
| Année | Contribution brute | Fonds reçus | Contribution nette | CB/DT  | CB/RT  | Graphique |
| --- | ------------------ | ----------- | ------------------ | ------ | ------ | --- |
| 2000 | 9,52               | 10,81       | - 1,30             | 11,41% | 10,27% | \| Contributions brutes et nettes de l'Italie (en milliards d'€) - Contributions brutes - Contributions nettes \| \| ----------------------------------------------------------------------------------------------------------- \| |
| 2001 | 10,21              | 8,60        | 1,61               | 12,76% | 10,83% | \| Contributions brutes et nettes de l'Italie (en milliards d'€) - Contributions brutes - Contributions nettes \| \| ----------------------------------------------------------------------------------------------------------- \| |
| 2002 | 10,41              | 8,20        | 2,21               | 12,23% | 10,91% | \| Contributions brutes et nettes de l'Italie (en milliards d'€) - Contributions brutes - Contributions nettes \| \| ----------------------------------------------------------------------------------------------------------- \| |
| 2003 | 10,64              | 10,63       | 0,01               | 11,75% | 11,38% | \| Contributions brutes et nettes de l'Italie (en milliards d'€) - Contributions brutes - Contributions nettes \| \| ----------------------------------------------------------------------------------------------------------- \| |
| 2004 | 12,55              | 10,37       | 2,18               | 12,53% | 12,12% | \| Contributions brutes et nettes de l'Italie (en milliards d'€) - Contributions brutes - Contributions nettes \| \| ----------------------------------------------------------------------------------------------------------- \| |
| 2005 | 12,20              | 10,70       | 1,51               | 11,64% | 11,39% | \| Contributions brutes et nettes de l'Italie (en milliards d'€) - Contributions brutes - Contributions nettes \| \| ----------------------------------------------------------------------------------------------------------- \| |
| 2006 | 11,93              | 10,92       | 1,01               | 11,19% | 11,00% | \| Contributions brutes et nettes de l'Italie (en milliards d'€) - Contributions brutes - Contributions nettes \| \| ----------------------------------------------------------------------------------------------------------- \| |
| 2007 | 12,34              | 11,32       | 1,02               | 10,83% | 10,50% | \| Contributions brutes et nettes de l'Italie (en milliards d'€) - Contributions brutes - Contributions nettes \| \| ----------------------------------------------------------------------------------------------------------- \| |
| 2008 | 13,50              | 10,31       | 3,19               | 11,58% | 11,10% | \| Contributions brutes et nettes de l'Italie (en milliards d'€) - Contributions brutes - Contributions nettes \| \| ----------------------------------------------------------------------------------------------------------- \| |
| 2009 | 13,90              | 9,37        | 4,53               | 11,74% | 11,82% | \| Contributions brutes et nettes de l'Italie (en milliards d'€) - Contributions brutes - Contributions nettes \| \| ----------------------------------------------------------------------------------------------------------- \| |
| 2010 | 13,66              | 9,50        | 4,17               | 11,18% | 10,69% | \| Contributions brutes et nettes de l'Italie (en milliards d'€) - Contributions brutes - Contributions nettes \| \| ----------------------------------------------------------------------------------------------------------- \| |
| 2011 | 14,34              | 9,59        | 4,75               | 11,08% | 11,03% | \| Contributions brutes et nettes de l'Italie (en milliards d'€) - Contributions brutes - Contributions nettes \| \| ----------------------------------------------------------------------------------------------------------- \| |
| 2012 | 14,98              | 10,96       | 4,02               | 10,80% | 10,74% | \| Contributions brutes et nettes de l'Italie (en milliards d'€) - Contributions brutes - Contributions nettes \| \| ----------------------------------------------------------------------------------------------------------- \| |
| 2013 | 15,75              | 12,55       | 3,19               | 10,61% | 10,53% | \| Contributions brutes et nettes de l'Italie (en milliards d'€) - Contributions brutes - Contributions nettes \| \| ----------------------------------------------------------------------------------------------------------- \| |
| 2014 | 14,37              | 10,70       | 3,67               | 10,08% | 9,98%  | \| Contributions brutes et nettes de l'Italie (en milliards d'€) - Contributions brutes - Contributions nettes \| \| ----------------------------------------------------------------------------------------------------------- \| |
| 2015 | 14,23              | 12,34       | 1,89               | 9,80%  | 9,74%  | \| Contributions brutes et nettes de l'Italie (en milliards d'€) - Contributions brutes - Contributions nettes \| \| ----------------------------------------------------------------------------------------------------------- \| |
| 2016 | 14,83              | 11,59       | 3,24               | 10,87% | 10,29% | \| Contributions brutes et nettes de l'Italie (en milliards d'€) - Contributions brutes - Contributions nettes \| \| ----------------------------------------------------------------------------------------------------------- \| |
| 2017 | 12,00              | 9,80        | 2,20               | 8,73%  | 8,63%  | \| Contributions brutes et nettes de l'Italie (en milliards d'€) - Contributions brutes - Contributions nettes \| \| ----------------------------------------------------------------------------------------------------------- \| |
| 2018 | 15,22              | 10,34       | 4,88               | 9,71%  | 9,59%  | \| Contributions brutes et nettes de l'Italie (en milliards d'€) - Contributions brutes - Contributions nettes \| \| ----------------------------------------------------------------------------------------------------------- \| |
| 2019 | 14,96              | 11,39       | 3,57               | 9,40%  | 9,12%  | \| Contributions brutes et nettes de l'Italie (en milliards d'€) - Contributions brutes - Contributions nettes \| \| ----------------------------------------------------------------------------------------------------------- \| |
| 2020 | 16,60              | 11,86       | 4,73               | 9,58%  | 9,52%  | \| Contributions brutes et nettes de l'Italie (en milliards d'€) - Contributions brutes - Contributions nettes \| \| ----------------------------------------------------------------------------------------------------------- \| |
| Contributions brutes et nettes de l'Italie (en milliards d'€) - Contributions brutes - Contributions nettes |                    |             |                    |        |        | |

#### Totaux
Montants en milliards d'€
| Contributions brutes 2000-2020 | CB/DT  | CB/RT  | CB 2000-2020 Min | CB 2000-2020 Max | Contributions nettes 2000-2020 | CN 2000-2020 Min | CN 2000-2020 Max |
| ------------------------------ | ------ | ------ | ---------------- | ---------------- | ------------------------------ | ---------------- | ---------------- |
| 278,13                         | 10,74% | 10,42% | 9,52             | 16,60            | 56,28                          | -1,29            | 4,88             |

### 16.Lettonie

#### Par année
Montants en milliards d'€
| Année | Contribution brute | Fonds reçus | Contribution nette | CB/DT | CB/RT | Graphique |
| --- | ------------------ | ----------- | ------------------ | ----- | ----- | --- |
| 2000 | -                  | -           | -                  | -     | -     | \| Contributions brutes et nettes de la Lettonie (en milliards d'€) - Contributions brutes - Contributions nettes \| \| -------------------------------------------------------------------------------------------------------------- \| |
| 2001 | -                  | -           | -                  | -     | -     | \| Contributions brutes et nettes de la Lettonie (en milliards d'€) - Contributions brutes - Contributions nettes \| \| -------------------------------------------------------------------------------------------------------------- \| |
| 2002 | -                  | -           | -                  | -     | -     | \| Contributions brutes et nettes de la Lettonie (en milliards d'€) - Contributions brutes - Contributions nettes \| \| -------------------------------------------------------------------------------------------------------------- \| |
| 2003 | -                  | -           | -                  | -     | -     | \| Contributions brutes et nettes de la Lettonie (en milliards d'€) - Contributions brutes - Contributions nettes \| \| -------------------------------------------------------------------------------------------------------------- \| |
| 2004 | 0,06               | 0,27        | - 0,21             | 0,06% | 0,06% | \| Contributions brutes et nettes de la Lettonie (en milliards d'€) - Contributions brutes - Contributions nettes \| \| -------------------------------------------------------------------------------------------------------------- \| |
| 2005 | 0,11               | 0,39        | - 0,28             | 0,10% | 0,10% | \| Contributions brutes et nettes de la Lettonie (en milliards d'€) - Contributions brutes - Contributions nettes \| \| -------------------------------------------------------------------------------------------------------------- \| |
| 2006 | 0,13               | 0,40        | - 0,27             | 0,12% | 0,12% | \| Contributions brutes et nettes de la Lettonie (en milliards d'€) - Contributions brutes - Contributions nettes \| \| -------------------------------------------------------------------------------------------------------------- \| |
| 2007 | 0,17               | 0,68        | - 0,51             | 0,15% | 0,14% | \| Contributions brutes et nettes de la Lettonie (en milliards d'€) - Contributions brutes - Contributions nettes \| \| -------------------------------------------------------------------------------------------------------------- \| |
| 2008 | 0,19               | 0,61        | - 0,42             | 0,16% | 0,16% | \| Contributions brutes et nettes de la Lettonie (en milliards d'€) - Contributions brutes - Contributions nettes \| \| -------------------------------------------------------------------------------------------------------------- \| |
| 2009 | 0,20               | 0,75        | - 0,55             | 0,17% | 0,17% | \| Contributions brutes et nettes de la Lettonie (en milliards d'€) - Contributions brutes - Contributions nettes \| \| -------------------------------------------------------------------------------------------------------------- \| |
| 2010 | 0,16               | 0,84        | - 0,69             | 0,13% | 0,13% | \| Contributions brutes et nettes de la Lettonie (en milliards d'€) - Contributions brutes - Contributions nettes \| \| -------------------------------------------------------------------------------------------------------------- \| |
| 2011 | 0,16               | 0,91        | - 0,75             | 0,12% | 0,12% | \| Contributions brutes et nettes de la Lettonie (en milliards d'€) - Contributions brutes - Contributions nettes \| \| -------------------------------------------------------------------------------------------------------------- \| |
| 2012 | 0,20               | 1,18        | - 0,97             | 0,14% | 0,14% | \| Contributions brutes et nettes de la Lettonie (en milliards d'€) - Contributions brutes - Contributions nettes \| \| -------------------------------------------------------------------------------------------------------------- \| |
| 2013 | 0,25               | 1,06        | - 0,81             | 0,17% | 0,17% | \| Contributions brutes et nettes de la Lettonie (en milliards d'€) - Contributions brutes - Contributions nettes \| \| -------------------------------------------------------------------------------------------------------------- \| |
| 2014 | 0,24               | 1,06        | - 0,82             | 0,17% | 0,17% | \| Contributions brutes et nettes de la Lettonie (en milliards d'€) - Contributions brutes - Contributions nettes \| \| -------------------------------------------------------------------------------------------------------------- \| |
| 2015 | 0,21               | 0,98        | - 0,78             | 0,14% | 0,14% | \| Contributions brutes et nettes de la Lettonie (en milliards d'€) - Contributions brutes - Contributions nettes \| \| -------------------------------------------------------------------------------------------------------------- \| |
| 2016 | 0,22               | 0,73        | - 0,51             | 0,16% | 0,15% | \| Contributions brutes et nettes de la Lettonie (en milliards d'€) - Contributions brutes - Contributions nettes \| \| -------------------------------------------------------------------------------------------------------------- \| |
| 2017 | 0,18               | 0,74        | - 0,55             | 0,13% | 0,13% | \| Contributions brutes et nettes de la Lettonie (en milliards d'€) - Contributions brutes - Contributions nettes \| \| -------------------------------------------------------------------------------------------------------------- \| |
| 2018 | 0,23               | 1,21        | - 0,98             | 0,15% | 0,15% | \| Contributions brutes et nettes de la Lettonie (en milliards d'€) - Contributions brutes - Contributions nettes \| \| -------------------------------------------------------------------------------------------------------------- \| |
| 2019 | 0,25               | 1,55        | - 1,30             | 0,15% | 0,15% | \| Contributions brutes et nettes de la Lettonie (en milliards d'€) - Contributions brutes - Contributions nettes \| \| -------------------------------------------------------------------------------------------------------------- \| |
| 2020 | 0,29               | 1,32        | - 1,04             | 0,16% | 0,16% | \| Contributions brutes et nettes de la Lettonie (en milliards d'€) - Contributions brutes - Contributions nettes \| \| -------------------------------------------------------------------------------------------------------------- \| |
| Contributions brutes et nettes de la Lettonie (en milliards d'€) - Contributions brutes - Contributions nettes |                    |             |                    |       |       | |

#### Totaux
Montants en milliards d'€
| Contributions brutes 2000-2020 | CB/DT | CB/RT | CB 2000-2020 Min | CB 2000-2020 Max | Contributions nettes 2000-2020 | CN 2000-2020 Min | CN 2000-2020 Max |
| ------------------------------ | ----- | ----- | ---------------- | ---------------- | ------------------------------ | ---------------- | ---------------- |
| 3,25                           | 0,13% | 0,12% | 0,06             | 0,29             | -11,26                         | -1,13            | -0,21            |

### 17.Lituanie

#### Par année
Montants en milliards d'€
| Année | Contribution brute | Fonds reçus | Contribution nette | CB/DT | CB/RT | Graphique |
| --- | ------------------ | ----------- | ------------------ | ----- | ----- | --- |
| 2000 | -                  | -           | -                  | -     | -     | \| Contributions brutes et nettes de la Lituanie (en milliards d'€) - Contributions brutes - Contributions nettes \| \| -------------------------------------------------------------------------------------------------------------- \| |
| 2001 | -                  | -           | -                  | -     | -     | \| Contributions brutes et nettes de la Lituanie (en milliards d'€) - Contributions brutes - Contributions nettes \| \| -------------------------------------------------------------------------------------------------------------- \| |
| 2002 | -                  | -           | -                  | -     | -     | \| Contributions brutes et nettes de la Lituanie (en milliards d'€) - Contributions brutes - Contributions nettes \| \| -------------------------------------------------------------------------------------------------------------- \| |
| 2003 | -                  | -           | -                  | -     | -     | \| Contributions brutes et nettes de la Lituanie (en milliards d'€) - Contributions brutes - Contributions nettes \| \| -------------------------------------------------------------------------------------------------------------- \| |
| 2004 | 0,10               | 0,49        | - 0,38             | 0,10% | 0,10% | \| Contributions brutes et nettes de la Lituanie (en milliards d'€) - Contributions brutes - Contributions nettes \| \| -------------------------------------------------------------------------------------------------------------- \| |
| 2005 | 0,17               | 0,67        | - 0,49             | 0,16% | 0,16% | \| Contributions brutes et nettes de la Lituanie (en milliards d'€) - Contributions brutes - Contributions nettes \| \| -------------------------------------------------------------------------------------------------------------- \| |
| 2006 | 0,20               | 0,80        | - 0,60             | 0,19% | 0,18% | \| Contributions brutes et nettes de la Lituanie (en milliards d'€) - Contributions brutes - Contributions nettes \| \| -------------------------------------------------------------------------------------------------------------- \| |
| 2007 | 0,23               | 1,04        | - 0,82             | 0,20% | 0,20% | \| Contributions brutes et nettes de la Lituanie (en milliards d'€) - Contributions brutes - Contributions nettes \| \| -------------------------------------------------------------------------------------------------------------- \| |
| 2008 | 0,27               | 1,13        | - 0,86             | 0,23% | 0,22% | \| Contributions brutes et nettes de la Lituanie (en milliards d'€) - Contributions brutes - Contributions nettes \| \| -------------------------------------------------------------------------------------------------------------- \| |
| 2009 | 0,28               | 1,79        | - 1,51             | 0,24% | 0,24% | \| Contributions brutes et nettes de la Lituanie (en milliards d'€) - Contributions brutes - Contributions nettes \| \| -------------------------------------------------------------------------------------------------------------- \| |
| 2010 | 0,23               | 1,60        | - 1,37             | 0,19% | 0,18% | \| Contributions brutes et nettes de la Lituanie (en milliards d'€) - Contributions brutes - Contributions nettes \| \| -------------------------------------------------------------------------------------------------------------- \| |
| 2011 | 0,26               | 1,65        | - 1,40             | 0,20% | 0,20% | \| Contributions brutes et nettes de la Lituanie (en milliards d'€) - Contributions brutes - Contributions nettes \| \| -------------------------------------------------------------------------------------------------------------- \| |
| 2012 | 0,29               | 1,83        | - 1,54             | 0,21% | 0,21% | \| Contributions brutes et nettes de la Lituanie (en milliards d'€) - Contributions brutes - Contributions nettes \| \| -------------------------------------------------------------------------------------------------------------- \| |
| 2013 | 0,35               | 1,88        | - 1,53             | 0,24% | 0,23% | \| Contributions brutes et nettes de la Lituanie (en milliards d'€) - Contributions brutes - Contributions nettes \| \| -------------------------------------------------------------------------------------------------------------- \| |
| 2014 | 0,32               | 1,89        | - 1,57             | 0,22% | 0,22% | \| Contributions brutes et nettes de la Lituanie (en milliards d'€) - Contributions brutes - Contributions nettes \| \| -------------------------------------------------------------------------------------------------------------- \| |
| 2015 | 0,32               | 0,88        | - 0,56             | 0,22% | 0,22% | \| Contributions brutes et nettes de la Lituanie (en milliards d'€) - Contributions brutes - Contributions nettes \| \| -------------------------------------------------------------------------------------------------------------- \| |
| 2016 | 0,33               | 1,48        | - 1,15             | 0,24% | 0,23% | \| Contributions brutes et nettes de la Lituanie (en milliards d'€) - Contributions brutes - Contributions nettes \| \| -------------------------------------------------------------------------------------------------------------- \| |
| 2017 | 0,27               | 1,57        | - 1,30             | 0,20% | 0,19% | \| Contributions brutes et nettes de la Lituanie (en milliards d'€) - Contributions brutes - Contributions nettes \| \| -------------------------------------------------------------------------------------------------------------- \| |
| 2018 | 0,36               | 2,07        | - 1,71             | 0,23% | 0,22% | \| Contributions brutes et nettes de la Lituanie (en milliards d'€) - Contributions brutes - Contributions nettes \| \| -------------------------------------------------------------------------------------------------------------- \| |
| 2019 | 0,37               | 1,55        | - 1,18             | 0,23% | 0,23% | \| Contributions brutes et nettes de la Lituanie (en milliards d'€) - Contributions brutes - Contributions nettes \| \| -------------------------------------------------------------------------------------------------------------- \| |
| 2020 | 0,45               | 2,59        | - 2,15             | 0,26% | 0,26% | \| Contributions brutes et nettes de la Lituanie (en milliards d'€) - Contributions brutes - Contributions nettes \| \| -------------------------------------------------------------------------------------------------------------- \| |
| Contributions brutes et nettes de la Lituanie (en milliards d'€) - Contributions brutes - Contributions nettes |                    |             |                    |       |       | |

#### Totaux
Montants en milliards d'€
| Contributions brutes 2000-2020 | CB/DT | CB/RT | CB 2000-2020 Min | CB 2000-2020 Max | Contributions nettes 2000-2020 | CN 2000-2020 Min | CN 2000-2020 Max |
| ------------------------------ | ----- | ----- | ---------------- | ---------------- | ------------------------------ | ---------------- | ---------------- |
| 4,79                           | 0,19% | 0,18% | 0,10             | 0,45             | -20,12                         | -2,15            | -0,39            |

### 18.Luxembourg

#### Par année
Montants en milliards d'€
| Année | Contribution brute | Fonds reçus | Contribution nette | CB/DT | CB/RT | Graphique |
| --- | ------------------ | ----------- | ------------------ | ----- | ----- | --- |
| 2000 | 0,16               | 0,89        | - 0,72             | 0,19% | 0,17% | \| Contributions brutes et nettes du Luxembourg (en milliards d'€) - Contributions brutes - Contributions nettes \| \| ------------------------------------------------------------------------------------------------------------- \| |
| 2001 | 0,24               | 0,89        | - 0,65             | 0,30% | 0,25% | \| Contributions brutes et nettes du Luxembourg (en milliards d'€) - Contributions brutes - Contributions nettes \| \| ------------------------------------------------------------------------------------------------------------- \| |
| 2002 | 0,17               | 0,95        | - 0,78             | 0,20% | 0,18% | \| Contributions brutes et nettes du Luxembourg (en milliards d'€) - Contributions brutes - Contributions nettes \| \| ------------------------------------------------------------------------------------------------------------- \| |
| 2003 | 0,19               | 1,10        | - 0,90             | 0,21% | 0,20% | \| Contributions brutes et nettes du Luxembourg (en milliards d'€) - Contributions brutes - Contributions nettes \| \| ------------------------------------------------------------------------------------------------------------- \| |
| 2004 | 0,22               | 1,13        | - 0,91             | 0,22% | 0,21% | \| Contributions brutes et nettes du Luxembourg (en milliards d'€) - Contributions brutes - Contributions nettes \| \| ------------------------------------------------------------------------------------------------------------- \| |
| 2005 | 0,21               | 1,11        | - 0,89             | 0,20% | 0,20% | \| Contributions brutes et nettes du Luxembourg (en milliards d'€) - Contributions brutes - Contributions nettes \| \| ------------------------------------------------------------------------------------------------------------- \| |
| 2006 | 0,20               | 1,17        | - 0,97             | 0,19% | 0,18% | \| Contributions brutes et nettes du Luxembourg (en milliards d'€) - Contributions brutes - Contributions nettes \| \| ------------------------------------------------------------------------------------------------------------- \| |
| 2007 | 0,28               | 1,26        | - 0,98             | 0,25% | 0,24% | \| Contributions brutes et nettes du Luxembourg (en milliards d'€) - Contributions brutes - Contributions nettes \| \| ------------------------------------------------------------------------------------------------------------- \| |
| 2008 | 0,24               | 1,41        | - 1,17             | 0,21% | 0,20% | \| Contributions brutes et nettes du Luxembourg (en milliards d'€) - Contributions brutes - Contributions nettes \| \| ------------------------------------------------------------------------------------------------------------- \| |
| 2009 | 0,28               | 1,45        | - 1,17             | 0,24% | 0,24% | \| Contributions brutes et nettes du Luxembourg (en milliards d'€) - Contributions brutes - Contributions nettes \| \| ------------------------------------------------------------------------------------------------------------- \| |
| 2010 | 0,25               | 1,55        | - 1,31             | 0,20% | 0,20% | \| Contributions brutes et nettes du Luxembourg (en milliards d'€) - Contributions brutes - Contributions nettes \| \| ------------------------------------------------------------------------------------------------------------- \| |
| 2011 | 0,28               | 1,55        | - 1,27             | 0,22% | 0,22% | \| Contributions brutes et nettes du Luxembourg (en milliards d'€) - Contributions brutes - Contributions nettes \| \| ------------------------------------------------------------------------------------------------------------- \| |
| 2012 | 0,26               | 1,53        | - 1,27             | 0,19% | 0,19% | \| Contributions brutes et nettes du Luxembourg (en milliards d'€) - Contributions brutes - Contributions nettes \| \| ------------------------------------------------------------------------------------------------------------- \| |
| 2013 | 0,31               | 1,60        | - 1,29             | 0,21% | 0,21% | \| Contributions brutes et nettes du Luxembourg (en milliards d'€) - Contributions brutes - Contributions nettes \| \| ------------------------------------------------------------------------------------------------------------- \| |
| 2014 | 0,23               | 1,71        | - 1,48             | 0,16% | 0,16% | \| Contributions brutes et nettes du Luxembourg (en milliards d'€) - Contributions brutes - Contributions nettes \| \| ------------------------------------------------------------------------------------------------------------- \| |
| 2015 | 0,35               | 1,65        | - 1,30             | 0,24% | 0,24% | \| Contributions brutes et nettes du Luxembourg (en milliards d'€) - Contributions brutes - Contributions nettes \| \| ------------------------------------------------------------------------------------------------------------- \| |
| 2016 | 0,32               | 1,79        | - 1,47             | 0,23% | 0,22% | \| Contributions brutes et nettes du Luxembourg (en milliards d'€) - Contributions brutes - Contributions nettes \| \| ------------------------------------------------------------------------------------------------------------- \| |
| 2017 | 0,31               | 1,83        | - 1,52             | 0,23% | 0,22% | \| Contributions brutes et nettes du Luxembourg (en milliards d'€) - Contributions brutes - Contributions nettes \| \| ------------------------------------------------------------------------------------------------------------- \| |
| 2018 | 0,36               | 2,01        | - 1,65             | 0,23% | 0,22% | \| Contributions brutes et nettes du Luxembourg (en milliards d'€) - Contributions brutes - Contributions nettes \| \| ------------------------------------------------------------------------------------------------------------- \| |
| 2019 | 0,36               | 2,06        | - 1,70             | 0,23% | 0,22% | \| Contributions brutes et nettes du Luxembourg (en milliards d'€) - Contributions brutes - Contributions nettes \| \| ------------------------------------------------------------------------------------------------------------- \| |
| 2020 | 0,39               | 2,44        | - 2,06             | 0,22% | 0,22% | \| Contributions brutes et nettes du Luxembourg (en milliards d'€) - Contributions brutes - Contributions nettes \| \| ------------------------------------------------------------------------------------------------------------- \| |
| Contributions brutes et nettes du Luxembourg (en milliards d'€) - Contributions brutes - Contributions nettes |                    |             |                    |       |       | |

#### Totaux
Montants en milliards d'€
| Contributions brutes 2000-2020 | CB/DT | CB/RT | CB 2000-2020 Min | CB 2000-2020 Max | Contributions nettes 2000-2020 | CN 2000-2020 Min | CN 2000-2020 Max |
| ------------------------------ | ----- | ----- | ---------------- | ---------------- | ------------------------------ | ---------------- | ---------------- |
| 5,61                           | 0,22% | 0,21% | 0,16             | 0,39             | -25,47                         | -2,06            | -0,65            |

### 19.Malte

#### Par année
Montants en milliards d'€
| Année | Contribution brute | Fonds reçus | Contribution nette | CB/DT | CB/RT | Graphique |
| --- | ------------------ | ----------- | ------------------ | ----- | ----- | --- |
| 2000 | -                  | -           | -                  | -     | -     | \| Contributions brutes et nettes de Malte (en milliards d'€) - Contributions brutes - Contributions nettes \| \| -------------------------------------------------------------------------------------------------------- \| |
| 2001 | -                  | -           | -                  | -     | -     | \| Contributions brutes et nettes de Malte (en milliards d'€) - Contributions brutes - Contributions nettes \| \| -------------------------------------------------------------------------------------------------------- \| |
| 2002 | -                  | -           | -                  | -     | -     | \| Contributions brutes et nettes de Malte (en milliards d'€) - Contributions brutes - Contributions nettes \| \| -------------------------------------------------------------------------------------------------------- \| |
| 2003 | -                  | -           | -                  | -     | -     | \| Contributions brutes et nettes de Malte (en milliards d'€) - Contributions brutes - Contributions nettes \| \| -------------------------------------------------------------------------------------------------------- \| |
| 2004 | 0,03               | 0,08        | - 0,05             | 0,03% | 0,03% | \| Contributions brutes et nettes de Malte (en milliards d'€) - Contributions brutes - Contributions nettes \| \| -------------------------------------------------------------------------------------------------------- \| |
| 2005 | 0,04               | 0,13        | - 0,10             | 0,04% | 0,04% | \| Contributions brutes et nettes de Malte (en milliards d'€) - Contributions brutes - Contributions nettes \| \| -------------------------------------------------------------------------------------------------------- \| |
| 2006 | 0,04               | 0,16        | - 0,12             | 0,04% | 0,04% | \| Contributions brutes et nettes de Malte (en milliards d'€) - Contributions brutes - Contributions nettes \| \| -------------------------------------------------------------------------------------------------------- \| |
| 2007 | 0,05               | 0,09        | - 0,04             | 0,04% | 0,04% | \| Contributions brutes et nettes de Malte (en milliards d'€) - Contributions brutes - Contributions nettes \| \| -------------------------------------------------------------------------------------------------------- \| |
| 2008 | 0,05               | 0,09        | - 0,04             | 0,04% | 0,04% | \| Contributions brutes et nettes de Malte (en milliards d'€) - Contributions brutes - Contributions nettes \| \| -------------------------------------------------------------------------------------------------------- \| |
| 2009 | 0,05               | 0,07        | - 0,02             | 0,04% | 0,04% | \| Contributions brutes et nettes de Malte (en milliards d'€) - Contributions brutes - Contributions nettes \| \| -------------------------------------------------------------------------------------------------------- \| |
| 2010 | 0,05               | 0,11        | - 0,06             | 0,04% | 0,04% | \| Contributions brutes et nettes de Malte (en milliards d'€) - Contributions brutes - Contributions nettes \| \| -------------------------------------------------------------------------------------------------------- \| |
| 2011 | 0,06               | 0,14        | - 0,08             | 0,05% | 0,05% | \| Contributions brutes et nettes de Malte (en milliards d'€) - Contributions brutes - Contributions nettes \| \| -------------------------------------------------------------------------------------------------------- \| |
| 2012 | 0,06               | 0,14        | - 0,08             | 0,04% | 0,04% | \| Contributions brutes et nettes de Malte (en milliards d'€) - Contributions brutes - Contributions nettes \| \| -------------------------------------------------------------------------------------------------------- \| |
| 2013 | 0,08               | 0,17        | - 0,10             | 0,05% | 0,05% | \| Contributions brutes et nettes de Malte (en milliards d'€) - Contributions brutes - Contributions nettes \| \| -------------------------------------------------------------------------------------------------------- \| |
| 2014 | 0,07               | 0,25        | - 0,19             | 0,05% | 0,05% | \| Contributions brutes et nettes de Malte (en milliards d'€) - Contributions brutes - Contributions nettes \| \| -------------------------------------------------------------------------------------------------------- \| |
| 2015 | 0,09               | 0,13        | - 0,04             | 0,06% | 0,06% | \| Contributions brutes et nettes de Malte (en milliards d'€) - Contributions brutes - Contributions nettes \| \| -------------------------------------------------------------------------------------------------------- \| |
| 2016 | 0,08               | 0,21        | - 0,12             | 0,06% | 0,06% | \| Contributions brutes et nettes de Malte (en milliards d'€) - Contributions brutes - Contributions nettes \| \| -------------------------------------------------------------------------------------------------------- \| |
| 2017 | 0,08               | 0,20        | - 0,12             | 0,06% | 0,06% | \| Contributions brutes et nettes de Malte (en milliards d'€) - Contributions brutes - Contributions nettes \| \| -------------------------------------------------------------------------------------------------------- \| |
| 2018 | 0,10               | 0,16        | - 0,06             | 0,07% | 0,06% | \| Contributions brutes et nettes de Malte (en milliards d'€) - Contributions brutes - Contributions nettes \| \| -------------------------------------------------------------------------------------------------------- \| |
| 2019 | 0,11               | 0,26        | - 0,15             | 0,16% | 0,16% | \| Contributions brutes et nettes de Malte (en milliards d'€) - Contributions brutes - Contributions nettes \| \| -------------------------------------------------------------------------------------------------------- \| |
| 2020 | 0,12               | 0,20        | - 0,09             | 0,07% | 0,07% | \| Contributions brutes et nettes de Malte (en milliards d'€) - Contributions brutes - Contributions nettes \| \| -------------------------------------------------------------------------------------------------------- \| |
| Contributions brutes et nettes de Malte (en milliards d'€) - Contributions brutes - Contributions nettes |                    |             |                    |       |       | |

#### Totaux
Montants en milliards d'€
| Contributions brutes 2000-2020 | CB/DT | CB/RT | CB 2000-2020 Min | CB 2000-2020 Max | Contributions nettes 2000-2020 | CN 2000-2020 Min | CN 2000-2020 Max |
| ------------------------------ | ----- | ----- | ---------------- | ---------------- | ------------------------------ | ---------------- | ---------------- |
| 1,16                           | 0,04% | 0,04% | 0,03             | 0,12             | -1,43                          | -0,18            | -0,02            |

### 20.Pays-Bas

#### Par année
Montants en milliards d'€
| Année                                                                                       | Contribution brute | Fonds reçus | Contribution nette | CB/DT | CB/RT | Graphique |
| ------------------------------------------------------------------------------------------- | ------------------ | ----------- | ------------------ | ----- | ----- | --- |
| 2000                                                                                        | 3,75               | 2,24        | 1,51               | 4,49% | 4,04% | \| Contributions des Pays-Bas (en milliards d'€) - Contributions brutes - Contributions nettes \| \| ------------------------------------------------------------------------------------------- \| |
| 2001                                                                                        | 3,77               | 1,68        | 2,09               | 4,71% | 4,00% | \| Contributions des Pays-Bas (en milliards d'€) - Contributions brutes - Contributions nettes \| \| ------------------------------------------------------------------------------------------- \| |
| 2002                                                                                        | 3,51               | 1,59        | 1,92               | 4,12% | 3,68% | \| Contributions des Pays-Bas (en milliards d'€) - Contributions brutes - Contributions nettes \| \| ------------------------------------------------------------------------------------------- \| |
| 2003                                                                                        | 3,64               | 1,99        | 1,64               | 4,02% | 3,89% | \| Contributions des Pays-Bas (en milliards d'€) - Contributions brutes - Contributions nettes \| \| ------------------------------------------------------------------------------------------- \| |
| 2004                                                                                        | 3,89               | 2,12        | 1,78               | 3,88% | 3,76% | \| Contributions des Pays-Bas (en milliards d'€) - Contributions brutes - Contributions nettes \| \| ------------------------------------------------------------------------------------------- \| |
| 2005                                                                                        | 4,46               | 2,09        | 2,37               | 4,25% | 4,16% | \| Contributions des Pays-Bas (en milliards d'€) - Contributions brutes - Contributions nettes \| \| ------------------------------------------------------------------------------------------- \| |
| 2006                                                                                        | 4,49               | 2,19        | 2,30               | 4,21% | 4,14% | \| Contributions des Pays-Bas (en milliards d'€) - Contributions brutes - Contributions nettes \| \| ------------------------------------------------------------------------------------------- \| |
| 2007                                                                                        | 4,43               | 1,92        | 2,51               | 3,89% | 3,77% | \| Contributions des Pays-Bas (en milliards d'€) - Contributions brutes - Contributions nettes \| \| ------------------------------------------------------------------------------------------- \| |
| 2008                                                                                        | 4,64               | 2,27        | 2,37               | 3,98% | 3,82% | \| Contributions des Pays-Bas (en milliards d'€) - Contributions brutes - Contributions nettes \| \| ------------------------------------------------------------------------------------------- \| |
| 2009                                                                                        | 1,61               | 1,85        | - 0,24             | 1,36% | 1,37% | \| Contributions des Pays-Bas (en milliards d'€) - Contributions brutes - Contributions nettes \| \| ------------------------------------------------------------------------------------------- \| |
| 2010                                                                                        | 3,86               | 2,15        | 1,72               | 3,16% | 3,02% | \| Contributions des Pays-Bas (en milliards d'€) - Contributions brutes - Contributions nettes \| \| ------------------------------------------------------------------------------------------- \| |
| 2011                                                                                        | 3,93               | 2,06        | 1,87               | 3,04% | 3,02% | \| Contributions des Pays-Bas (en milliards d'€) - Contributions brutes - Contributions nettes \| \| ------------------------------------------------------------------------------------------- \| |
| 2012                                                                                        | 4,17               | 2,12        | 2,05               | 3,01% | 2,99% | \| Contributions des Pays-Bas (en milliards d'€) - Contributions brutes - Contributions nettes \| \| ------------------------------------------------------------------------------------------- \| |
| 2013                                                                                        | 4,74               | 2,26        | 2,48               | 3,19% | 3,17% | \| Contributions des Pays-Bas (en milliards d'€) - Contributions brutes - Contributions nettes \| \| ------------------------------------------------------------------------------------------- \| |
| 2014                                                                                        | 6,39               | 2,01        | 4,38               | 4,48% | 4,44% | \| Contributions des Pays-Bas (en milliards d'€) - Contributions brutes - Contributions nettes \| \| ------------------------------------------------------------------------------------------- \| |
| 2015                                                                                        | 5,76               | 2,36        | 3,40               | 3,97% | 3,94% | \| Contributions des Pays-Bas (en milliards d'€) - Contributions brutes - Contributions nettes \| \| ------------------------------------------------------------------------------------------- \| |
| 2016                                                                                        | 2,54               | 2,29        | 0,26               | 1,86% | 1,76% | \| Contributions des Pays-Bas (en milliards d'€) - Contributions brutes - Contributions nettes \| \| ------------------------------------------------------------------------------------------- \| |
| 2017                                                                                        | 3,38               | 2,42        | 0,97               | 2,46% | 2,43% | \| Contributions des Pays-Bas (en milliards d'€) - Contributions brutes - Contributions nettes \| \| ------------------------------------------------------------------------------------------- \| |
| 2018                                                                                        | 4,84               | 2,47        | 2,37               | 3,09% | 3,05% | \| Contributions des Pays-Bas (en milliards d'€) - Contributions brutes - Contributions nettes \| \| ------------------------------------------------------------------------------------------- \| |
| 2019                                                                                        | 5,33               | 2,56        | 2,77               | 3,35% | 3,25% | \| Contributions des Pays-Bas (en milliards d'€) - Contributions brutes - Contributions nettes \| \| ------------------------------------------------------------------------------------------- \| |
| 2020                                                                                        | 5,85               | 2,74        | 3,11               | 3,37% | 3,35% | \| Contributions des Pays-Bas (en milliards d'€) - Contributions brutes - Contributions nettes \| \| ------------------------------------------------------------------------------------------- \| |
| Contributions des Pays-Bas (en milliards d'€) - Contributions brutes - Contributions nettes |                    |             |                    |       |       | |

#### Totaux
Montants en milliards d'€
| Contributions brutes 2000-2020 | CB/DT | CB/RT | CB 2000-2020 Min | CB 2000-2020 Max | Contributions nettes 2000-2020 | CN 2000-2020 Min | CN 2000-2020 Max |
| ------------------------------ | ----- | ----- | ---------------- | ---------------- | ------------------------------ | ---------------- | ---------------- |
| 88,98                          | 3,44% | 3,33% | 1,61             | 6,39             | 43,60                          | -0,24            | 4,38             |

### 21.Pologne

#### Par année
Montants en milliards d'€
| Année | Contribution brute | Fonds reçus | Contribution nette | CB/DT | CB/RT | Graphique |
| --- | ------------------ | ----------- | ------------------ | ----- | ----- | --- |
| 2000 | -                  | -           | -                  | -     | -     | \| Contributions brutes et nettes de la Pologne (en milliards d'€) - Contributions brutes - Contributions nettes \| \| ------------------------------------------------------------------------------------------------------------- \| |
| 2001 | -                  | -           | -                  | -     | -     | \| Contributions brutes et nettes de la Pologne (en milliards d'€) - Contributions brutes - Contributions nettes \| \| ------------------------------------------------------------------------------------------------------------- \| |
| 2002 | -                  | -           | -                  | -     | -     | \| Contributions brutes et nettes de la Pologne (en milliards d'€) - Contributions brutes - Contributions nettes \| \| ------------------------------------------------------------------------------------------------------------- \| |
| 2003 | -                  | -           | -                  | -     | -     | \| Contributions brutes et nettes de la Pologne (en milliards d'€) - Contributions brutes - Contributions nettes \| \| ------------------------------------------------------------------------------------------------------------- \| |
| 2004 | 1,20               | 2,72        | - 1,52             | 1,20% | 1,16% | \| Contributions brutes et nettes de la Pologne (en milliards d'€) - Contributions brutes - Contributions nettes \| \| ------------------------------------------------------------------------------------------------------------- \| |
| 2005 | 2,06               | 4,03        | - 1,97             | 1,96% | 1,92% | \| Contributions brutes et nettes de la Pologne (en milliards d'€) - Contributions brutes - Contributions nettes \| \| ------------------------------------------------------------------------------------------------------------- \| |
| 2006 | 2,17               | 5,31        | - 3,13             | 2,04% | 2,00% | \| Contributions brutes et nettes de la Pologne (en milliards d'€) - Contributions brutes - Contributions nettes \| \| ------------------------------------------------------------------------------------------------------------- \| |
| 2007 | 2,47               | 7,79        | - 5,32             | 2,17% | 2,10% | \| Contributions brutes et nettes de la Pologne (en milliards d'€) - Contributions brutes - Contributions nettes \| \| ------------------------------------------------------------------------------------------------------------- \| |
| 2008 | 3,02               | 7,64        | - 4,62             | 2,59% | 2,48% | \| Contributions brutes et nettes de la Pologne (en milliards d'€) - Contributions brutes - Contributions nettes \| \| ------------------------------------------------------------------------------------------------------------- \| |
| 2009 | 2,83               | 9,25        | - 6,42             | 2,39% | 2,41% | \| Contributions brutes et nettes de la Pologne (en milliards d'€) - Contributions brutes - Contributions nettes \| \| ------------------------------------------------------------------------------------------------------------- \| |
| 2010 | 3,34               | 11,82       | - 8,48             | 2,73% | 2,61% | \| Contributions brutes et nettes de la Pologne (en milliards d'€) - Contributions brutes - Contributions nettes \| \| ------------------------------------------------------------------------------------------------------------- \| |
| 2011 | 3,23               | 14,44       | - 11,21            | 2,50% | 2,48% | \| Contributions brutes et nettes de la Pologne (en milliards d'€) - Contributions brutes - Contributions nettes \| \| ------------------------------------------------------------------------------------------------------------- \| |
| 2012 | 3,53               | 15,74       | - 12,21            | 2,55% | 2,53% | \| Contributions brutes et nettes de la Pologne (en milliards d'€) - Contributions brutes - Contributions nettes \| \| ------------------------------------------------------------------------------------------------------------- \| |
| 2013 | 3,83               | 16,18       | - 12,35            | 2,58% | 2,56% | \| Contributions brutes et nettes de la Pologne (en milliards d'€) - Contributions brutes - Contributions nettes \| \| ------------------------------------------------------------------------------------------------------------- \| |
| 2014 | 3,53               | 17,44       | - 13,91            | 2,48% | 2,45% | \| Contributions brutes et nettes de la Pologne (en milliards d'€) - Contributions brutes - Contributions nettes \| \| ------------------------------------------------------------------------------------------------------------- \| |
| 2015 | 3,72               | 13,36       | - 9,64             | 2,56% | 2,55% | \| Contributions brutes et nettes de la Pologne (en milliards d'€) - Contributions brutes - Contributions nettes \| \| ------------------------------------------------------------------------------------------------------------- \| |
| 2016 | 3,71               | 10,64       | - 6,93             | 2,72% | 2,57% | \| Contributions brutes et nettes de la Pologne (en milliards d'€) - Contributions brutes - Contributions nettes \| \| ------------------------------------------------------------------------------------------------------------- \| |
| 2017 | 3,05               | 11,92       | - 8,87             | 2,22% | 2,19% | \| Contributions brutes et nettes de la Pologne (en milliards d'€) - Contributions brutes - Contributions nettes \| \| ------------------------------------------------------------------------------------------------------------- \| |
| 2018 | 3,98               | 16,35       | - 12,37            | 2,54% | 2,51% | \| Contributions brutes et nettes de la Pologne (en milliards d'€) - Contributions brutes - Contributions nettes \| \| ------------------------------------------------------------------------------------------------------------- \| |
| 2019 | 4,21               | 16,37       | - 12,15            | 2,65% | 2,57% | \| Contributions brutes et nettes de la Pologne (en milliards d'€) - Contributions brutes - Contributions nettes \| \| ------------------------------------------------------------------------------------------------------------- \| |
| 2020 | 4,88               | 18,09       | - 13,21            | 2,82% | 2,80% | \| Contributions brutes et nettes de la Pologne (en milliards d'€) - Contributions brutes - Contributions nettes \| \| ------------------------------------------------------------------------------------------------------------- \| |
| Contributions brutes et nettes de la Pologne (en milliards d'€) - Contributions brutes - Contributions nettes |                    |             |                    |       |       | |

#### Totaux
Montants en milliards d'€
| Contributions brutes 2000-2020 | CB/DT | CB/RT | CB 2000-2020 Min | CB 2000-2020 Max | Contributions nettes 2000-2020 | CN 2000-2020 Min | CN 2000-2020 Max |
| ------------------------------ | ----- | ----- | ---------------- | ---------------- | ------------------------------ | ---------------- | ---------------- |
| 54,77                          | 2,12% | 2,05% | 1,20             | 4,88             | -144,31                        | -13,91           | -1,52            |

### 22.Portugal

#### Par année
Montants en milliards d'€
| Année | Contribution brute | Fonds reçus | Contribution nette | CB/DT | CB/RT | Graphique |
| --- | ------------------ | ----------- | ------------------ | ----- | ----- | --- |
| 2000 | 1,07               | 3,21        | - 2,14             | 1,28% | 1,15% | \| Contributions brutes et nettes du Portugal (en milliards d'€) - Contributions brutes - Contributions nettes \| \| ----------------------------------------------------------------------------------------------------------- \| |
| 2001 | 1,10               | 2,92        | - 1,82             | 1,38% | 1,17% | \| Contributions brutes et nettes du Portugal (en milliards d'€) - Contributions brutes - Contributions nettes \| \| ----------------------------------------------------------------------------------------------------------- \| |
| 2002 | 1,10               | 3,87        | - 2,76             | 1,29% | 1,15% | \| Contributions brutes et nettes du Portugal (en milliards d'€) - Contributions brutes - Contributions nettes \| \| ----------------------------------------------------------------------------------------------------------- \| |
| 2003 | 1,20               | 4,77        | - 3,57             | 1,33% | 1,28% | \| Contributions brutes et nettes du Portugal (en milliards d'€) - Contributions brutes - Contributions nettes \| \| ----------------------------------------------------------------------------------------------------------- \| |
| 2004 | 1,21               | 4,41        | - 3,20             | 1,21% | 1,17% | \| Contributions brutes et nettes du Portugal (en milliards d'€) - Contributions brutes - Contributions nettes \| \| ----------------------------------------------------------------------------------------------------------- \| |
| 2005 | 1,42               | 3,88        | - 2,46             | 1,35% | 1,33% | \| Contributions brutes et nettes du Portugal (en milliards d'€) - Contributions brutes - Contributions nettes \| \| ----------------------------------------------------------------------------------------------------------- \| |
| 2006 | 1,26               | 3,64        | - 2,37             | 1,18% | 1,16% | \| Contributions brutes et nettes du Portugal (en milliards d'€) - Contributions brutes - Contributions nettes \| \| ----------------------------------------------------------------------------------------------------------- \| |
| 2007 | 1,32               | 3,90        | - 2,58             | 1,16% | 1,12% | \| Contributions brutes et nettes du Portugal (en milliards d'€) - Contributions brutes - Contributions nettes \| \| ----------------------------------------------------------------------------------------------------------- \| |
| 2008 | 1,33               | 4,12        | - 2,79             | 1,14% | 1,09% | \| Contributions brutes et nettes du Portugal (en milliards d'€) - Contributions brutes - Contributions nettes \| \| ----------------------------------------------------------------------------------------------------------- \| |
| 2009 | 1,52               | 3,72        | - 2,20             | 1,28% | 1,29% | \| Contributions brutes et nettes du Portugal (en milliards d'€) - Contributions brutes - Contributions nettes \| \| ----------------------------------------------------------------------------------------------------------- \| |
| 2010 | 1,71               | 4,38        | - 2,67             | 1,40% | 1,34% | \| Contributions brutes et nettes du Portugal (en milliards d'€) - Contributions brutes - Contributions nettes \| \| ----------------------------------------------------------------------------------------------------------- \| |
| 2011 | 1,60               | 4,72        | - 3,12             | 1,24% | 1,23% | \| Contributions brutes et nettes du Portugal (en milliards d'€) - Contributions brutes - Contributions nettes \| \| ----------------------------------------------------------------------------------------------------------- \| |
| 2012 | 1,65               | 6,79        | - 5,14             | 1,19% | 1,18% | \| Contributions brutes et nettes du Portugal (en milliards d'€) - Contributions brutes - Contributions nettes \| \| ----------------------------------------------------------------------------------------------------------- \| |
| 2013 | 1,68               | 6,16        | - 4,48             | 1,13% | 1,12% | \| Contributions brutes et nettes du Portugal (en milliards d'€) - Contributions brutes - Contributions nettes \| \| ----------------------------------------------------------------------------------------------------------- \| |
| 2014 | 1,64               | 4,94        | - 3,31             | 1,15% | 1,14% | \| Contributions brutes et nettes du Portugal (en milliards d'€) - Contributions brutes - Contributions nettes \| \| ----------------------------------------------------------------------------------------------------------- \| |
| 2015 | 1,53               | 2,60        | - 1,07             | 1,05% | 1,05% | \| Contributions brutes et nettes du Portugal (en milliards d'€) - Contributions brutes - Contributions nettes \| \| ----------------------------------------------------------------------------------------------------------- \| |
| 2016 | 1,66               | 3,38        | - 1,72             | 1,22% | 1,15% | \| Contributions brutes et nettes du Portugal (en milliards d'€) - Contributions brutes - Contributions nettes \| \| ----------------------------------------------------------------------------------------------------------- \| |
| 2017 | 1,38               | 3,98        | - 2,60             | 1,00% | 0,99% | \| Contributions brutes et nettes du Portugal (en milliards d'€) - Contributions brutes - Contributions nettes \| \| ----------------------------------------------------------------------------------------------------------- \| |
| 2018 | 1,70               | 5,01        | - 3,31             | 1,08% | 1,07% | \| Contributions brutes et nettes du Portugal (en milliards d'€) - Contributions brutes - Contributions nettes \| \| ----------------------------------------------------------------------------------------------------------- \| |
| 2019 | 1,72               | 4,37        | - 2,65             | 1,08% | 1,05% | \| Contributions brutes et nettes du Portugal (en milliards d'€) - Contributions brutes - Contributions nettes \| \| ----------------------------------------------------------------------------------------------------------- \| |
| 2020 | 2,01               | 5,31        | - 3,30             | 1,16% | 1,15% | \| Contributions brutes et nettes du Portugal (en milliards d'€) - Contributions brutes - Contributions nettes \| \| ----------------------------------------------------------------------------------------------------------- \| |
| Contributions brutes et nettes du Portugal (en milliards d'€) - Contributions brutes - Contributions nettes |                    |             |                    |       |       | |

#### Totaux
Montants en milliards d'€
| Contributions brutes 2000-2020 | CB/DT | CB/RT | CB 2000-2020 Min | CB 2000-2020 Max | Contributions nettes 2000-2020 | CN 2000-2020 Min | CN 2000-2020 Max |
| ------------------------------ | ----- | ----- | ---------------- | ---------------- | ------------------------------ | ---------------- | ---------------- |
| 30,81                          | 1,19% | 1,15% | 1,07             | 2,01             | -59,27                         | -5,14            | -1,07            |

### 23.République Tchèque

#### Par année
Montants en milliards d'€
| Année | Contribution brute | Fonds reçus | Contribution nette | CB/DT | CB/RT | Graphique |
| --- | ------------------ | ----------- | ------------------ | ----- | ----- | --- |
| 2000 | -                  | -           | -                  | -     | -     | \| Contributions brutes et nettes de la République Tchèque (en milliards d'€) - Contributions brutes - Fonds reçus \| \| --------------------------------------------------------------------------------------------------------------- \| |
| 2001 | -                  | -           | -                  | -     | -     | \| Contributions brutes et nettes de la République Tchèque (en milliards d'€) - Contributions brutes - Fonds reçus \| \| --------------------------------------------------------------------------------------------------------------- \| |
| 2002 | -                  | -           | -                  | -     | -     | \| Contributions brutes et nettes de la République Tchèque (en milliards d'€) - Contributions brutes - Fonds reçus \| \| --------------------------------------------------------------------------------------------------------------- \| |
| 2003 | -                  | -           | -                  | -     | -     | \| Contributions brutes et nettes de la République Tchèque (en milliards d'€) - Contributions brutes - Fonds reçus \| \| --------------------------------------------------------------------------------------------------------------- \| |
| 2004 | 0,50               | 0,82        | - 0,31             | 0,50% | 0,48% | \| Contributions brutes et nettes de la République Tchèque (en milliards d'€) - Contributions brutes - Fonds reçus \| \| --------------------------------------------------------------------------------------------------------------- \| |
| 2005 | 0,84               | 1,07        | - 0,23             | 0,80% | 0,78% | \| Contributions brutes et nettes de la République Tchèque (en milliards d'€) - Contributions brutes - Fonds reçus \| \| --------------------------------------------------------------------------------------------------------------- \| |
| 2006 | 0,89               | 1,33        | - 0,44             | 0,84% | 0,82% | \| Contributions brutes et nettes de la République Tchèque (en milliards d'€) - Contributions brutes - Fonds reçus \| \| --------------------------------------------------------------------------------------------------------------- \| |
| 2007 | 0,99               | 1,72        | - 0,73             | 0,87% | 0,84% | \| Contributions brutes et nettes de la République Tchèque (en milliards d'€) - Contributions brutes - Fonds reçus \| \| --------------------------------------------------------------------------------------------------------------- \| |
| 2008 | 1,19               | 2,44        | - 1,25             | 1,02% | 0,98% | \| Contributions brutes et nettes de la République Tchèque (en milliards d'€) - Contributions brutes - Fonds reçus \| \| --------------------------------------------------------------------------------------------------------------- \| |
| 2009 | 1,21               | 2,17        | - 0,96             | 1,02% | 1,03% | \| Contributions brutes et nettes de la République Tchèque (en milliards d'€) - Contributions brutes - Fonds reçus \| \| --------------------------------------------------------------------------------------------------------------- \| |
| 2010 | 1,31               | 3,42        | - 2,11             | 1,07% | 1,03% | \| Contributions brutes et nettes de la République Tchèque (en milliards d'€) - Contributions brutes - Fonds reçus \| \| --------------------------------------------------------------------------------------------------------------- \| |
| 2011 | 1,46               | 3,03        | - 1,57             | 1,13% | 1,12% | \| Contributions brutes et nettes de la République Tchèque (en milliards d'€) - Contributions brutes - Fonds reçus \| \| --------------------------------------------------------------------------------------------------------------- \| |
| 2012 | 1,40               | 4,53        | - 3,13             | 1,01% | 1,00% | \| Contributions brutes et nettes de la République Tchèque (en milliards d'€) - Contributions brutes - Fonds reçus \| \| --------------------------------------------------------------------------------------------------------------- \| |
| 2013 | 1,44               | 4,89        | - 3,45             | 0,97% | 0,96% | \| Contributions brutes et nettes de la République Tchèque (en milliards d'€) - Contributions brutes - Fonds reçus \| \| --------------------------------------------------------------------------------------------------------------- \| |
| 2014 | 1,31               | 4,38        | - 3,07             | 0,92% | 0,91% | \| Contributions brutes et nettes de la République Tchèque (en milliards d'€) - Contributions brutes - Fonds reçus \| \| --------------------------------------------------------------------------------------------------------------- \| |
| 2015 | 1,32               | 7,07        | - 5,76             | 0,91% | 0,90% | \| Contributions brutes et nettes de la République Tchèque (en milliards d'€) - Contributions brutes - Fonds reçus \| \| --------------------------------------------------------------------------------------------------------------- \| |
| 2016 | 1,48               | 4,69        | - 3,21             | 1,08% | 1,03% | \| Contributions brutes et nettes de la République Tchèque (en milliards d'€) - Contributions brutes - Fonds reçus \| \| --------------------------------------------------------------------------------------------------------------- \| |
| 2017 | 1,28               | 3,89        | - 2,61             | 0,93% | 0,92% | \| Contributions brutes et nettes de la République Tchèque (en milliards d'€) - Contributions brutes - Fonds reçus \| \| --------------------------------------------------------------------------------------------------------------- \| |
| 2018 | 1,72               | 4,12        | - 2,40             | 1,10% | 1,08% | \| Contributions brutes et nettes de la République Tchèque (en milliards d'€) - Contributions brutes - Fonds reçus \| \| --------------------------------------------------------------------------------------------------------------- \| |
| 2019 | 1,71               | 5,28        | - 3,56             | 1,08% | 1,04% | \| Contributions brutes et nettes de la République Tchèque (en milliards d'€) - Contributions brutes - Fonds reçus \| \| --------------------------------------------------------------------------------------------------------------- \| |
| 2020 | 2,02               | 5,54        | - 3,51             | 1,17% | 1,16% | \| Contributions brutes et nettes de la République Tchèque (en milliards d'€) - Contributions brutes - Fonds reçus \| \| --------------------------------------------------------------------------------------------------------------- \| |
| Contributions brutes et nettes de la République Tchèque (en milliards d'€) - Contributions brutes - Fonds reçus |                    |             |                    |       |       | |

#### Totaux
Montants en milliards d'€
| Contributions brutes 2000-2020 | CB/DT | CB/RT | CB 2000-2020 Min | CB 2000-2020 Max | Contributions nettes 2000-2020 | CN 2000-2020 Min | CN 2000-2020 Max |
| ------------------------------ | ----- | ----- | ---------------- | ---------------- | ------------------------------ | ---------------- | ---------------- |
| 22,08                          | 0,85% | 0,83% | 0,50             | 2,02             | -38,31                         | -5,75            | -0,23            |

### 24.Roumanie

#### Par année
Montants en milliards d'€
| Année | Contribution brute | Fonds reçus | Contribution nette | CB/DT | CB/RT | Graphique |
| --- | ------------------ | ----------- | ------------------ | ----- | ----- | --- |
| 2000 | -                  | -           | -                  | -     | -     | \| Contributions brutes et nettes de la Roumanie (en milliards d'€) - Contributions brutes - Contributions nettes \| \| -------------------------------------------------------------------------------------------------------------- \| |
| 2001 | -                  | -           | -                  | -     | -     | \| Contributions brutes et nettes de la Roumanie (en milliards d'€) - Contributions brutes - Contributions nettes \| \| -------------------------------------------------------------------------------------------------------------- \| |
| 2002 | -                  | -           | -                  | -     | -     | \| Contributions brutes et nettes de la Roumanie (en milliards d'€) - Contributions brutes - Contributions nettes \| \| -------------------------------------------------------------------------------------------------------------- \| |
| 2003 | -                  | -           | -                  | -     | -     | \| Contributions brutes et nettes de la Roumanie (en milliards d'€) - Contributions brutes - Contributions nettes \| \| -------------------------------------------------------------------------------------------------------------- \| |
| 2004 | -                  | -           | -                  | -     | -     | \| Contributions brutes et nettes de la Roumanie (en milliards d'€) - Contributions brutes - Contributions nettes \| \| -------------------------------------------------------------------------------------------------------------- \| |
| 2005 | -                  | -           | -                  | -     | -     | \| Contributions brutes et nettes de la Roumanie (en milliards d'€) - Contributions brutes - Contributions nettes \| \| -------------------------------------------------------------------------------------------------------------- \| |
| 2006 | -                  | -           | -                  | -     | -     | \| Contributions brutes et nettes de la Roumanie (en milliards d'€) - Contributions brutes - Contributions nettes \| \| -------------------------------------------------------------------------------------------------------------- \| |
| 2007 | 0,93               | 1,60        | - 0,67             | 0,82% | 0,79% | \| Contributions brutes et nettes de la Roumanie (en milliards d'€) - Contributions brutes - Contributions nettes \| \| -------------------------------------------------------------------------------------------------------------- \| |
| 2008 | 1,02               | 2,67        | - 1,65             | 0,88% | 0,84% | \| Contributions brutes et nettes de la Roumanie (en milliards d'€) - Contributions brutes - Contributions nettes \| \| -------------------------------------------------------------------------------------------------------------- \| |
| 2009 | 1,22               | 2,95        | - 1,73             | 1,03% | 1,04% | \| Contributions brutes et nettes de la Roumanie (en milliards d'€) - Contributions brutes - Contributions nettes \| \| -------------------------------------------------------------------------------------------------------------- \| |
| 2010 | 1,04               | 2,32        | - 1,28             | 0,85% | 0,81% | \| Contributions brutes et nettes de la Roumanie (en milliards d'€) - Contributions brutes - Contributions nettes \| \| -------------------------------------------------------------------------------------------------------------- \| |
| 2011 | 1,12               | 2,66        | - 1,54             | 0,87% | 0,86% | \| Contributions brutes et nettes de la Roumanie (en milliards d'€) - Contributions brutes - Contributions nettes \| \| -------------------------------------------------------------------------------------------------------------- \| |
| 2012 | 1,33               | 3,45        | - 2,12             | 0,96% | 0,95% | \| Contributions brutes et nettes de la Roumanie (en milliards d'€) - Contributions brutes - Contributions nettes \| \| -------------------------------------------------------------------------------------------------------------- \| |
| 2013 | 1,37               | 5,56        | - 4,19             | 0,92% | 0,92% | \| Contributions brutes et nettes de la Roumanie (en milliards d'€) - Contributions brutes - Contributions nettes \| \| -------------------------------------------------------------------------------------------------------------- \| |
| 2014 | 1,35               | 5,94        | - 4,59             | 0,95% | 0,94% | \| Contributions brutes et nettes de la Roumanie (en milliards d'€) - Contributions brutes - Contributions nettes \| \| -------------------------------------------------------------------------------------------------------------- \| |
| 2015 | 1,32               | 6,54        | - 5,22             | 0,91% | 0,90% | \| Contributions brutes et nettes de la Roumanie (en milliards d'€) - Contributions brutes - Contributions nettes \| \| -------------------------------------------------------------------------------------------------------------- \| |
| 2016 | 1,41               | 7,36        | - 5,95             | 1,03% | 0,98% | \| Contributions brutes et nettes de la Roumanie (en milliards d'€) - Contributions brutes - Contributions nettes \| \| -------------------------------------------------------------------------------------------------------------- \| |
| 2017 | 1,23               | 4,74        | - 3,51             | 0,90% | 0,88% | \| Contributions brutes et nettes de la Roumanie (en milliards d'€) - Contributions brutes - Contributions nettes \| \| -------------------------------------------------------------------------------------------------------------- \| |
| 2018 | 1,65               | 4,87        | - 3,21             | 1,06% | 1,04% | \| Contributions brutes et nettes de la Roumanie (en milliards d'€) - Contributions brutes - Contributions nettes \| \| -------------------------------------------------------------------------------------------------------------- \| |
| 2019 | 1,70               | 5,13        | - 3,43             | 1,07% | 1,04% | \| Contributions brutes et nettes de la Roumanie (en milliards d'€) - Contributions brutes - Contributions nettes \| \| -------------------------------------------------------------------------------------------------------------- \| |
| 2020 | 2,05               | 6,98        | - 4,93             | 1,18% | 1,18% | \| Contributions brutes et nettes de la Roumanie (en milliards d'€) - Contributions brutes - Contributions nettes \| \| -------------------------------------------------------------------------------------------------------------- \| |
| Contributions brutes et nettes de la Roumanie (en milliards d'€) - Contributions brutes - Contributions nettes |                    |             |                    |       |       | |

#### Totaux
Montants en milliards d'€
| Contributions brutes 2000-2020 | CB/DT | CB/RT | CB 2000-2020 Min | CB 2000-2020 Max | Contributions nettes 2000-2020 | CN 2000-2020 Min | CN 2000-2020 Max |
| ------------------------------ | ----- | ----- | ---------------- | ---------------- | ------------------------------ | ---------------- | ---------------- |
| 18,75                          | 0,72% | 0,70% | 0,93             | 2,05             | -44,02                         | -5,95            | -0,67            |

### 25.Royaume-Uni

#### Par année
Montants en milliards d'€
| Année | Contribution brute | Fonds reçus | Contribution nette | CB/DT  | CB/RT  | Graphique |
| --- | ------------------ | ----------- | ------------------ | ------ | ------ | --- |
| 2000 | 10,68              | 7,86        | 2,83               | 12,80% | 11,52% | \| Contributions brutes et nettes du Royaume-Uni (en milliards d'€) - Contributions brutes - Contributions nettes \| \| -------------------------------------------------------------------------------------------------------------- \| |
| 2001 | 4,63               | 5,86        | - 1,23             | 5,79%  | 4,91%  | \| Contributions brutes et nettes du Royaume-Uni (en milliards d'€) - Contributions brutes - Contributions nettes \| \| -------------------------------------------------------------------------------------------------------------- \| |
| 2002 | 8,09               | 6,16        | 1,92               | 9,50%  | 8,48%  | \| Contributions brutes et nettes du Royaume-Uni (en milliards d'€) - Contributions brutes - Contributions nettes \| \| -------------------------------------------------------------------------------------------------------------- \| |
| 2003 | 7,87               | 6,17        | 1,70               | 8,69%  | 8,42%  | \| Contributions brutes et nettes du Royaume-Uni (en milliards d'€) - Contributions brutes - Contributions nettes \| \| -------------------------------------------------------------------------------------------------------------- \| |
| 2004 | 9,38               | 7,13        | 2,25               | 9,37%  | 9,06%  | \| Contributions brutes et nettes du Royaume-Uni (en milliards d'€) - Contributions brutes - Contributions nettes \| \| -------------------------------------------------------------------------------------------------------------- \| |
| 2005 | 9,63               | 8,67        | 0,96               | 9,19%  | 8,99%  | \| Contributions brutes et nettes du Royaume-Uni (en milliards d'€) - Contributions brutes - Contributions nettes \| \| -------------------------------------------------------------------------------------------------------------- \| |
| 2006 | 9,83               | 8,29        | 1,54               | 9,22%  | 9,07%  | \| Contributions brutes et nettes du Royaume-Uni (en milliards d'€) - Contributions brutes - Contributions nettes \| \| -------------------------------------------------------------------------------------------------------------- \| |
| 2007 | 10,77              | 7,42        | 3,35               | 9,45%  | 9,16%  | \| Contributions brutes et nettes du Royaume-Uni (en milliards d'€) - Contributions brutes - Contributions nettes \| \| -------------------------------------------------------------------------------------------------------------- \| |
| 2008 | 7,61               | 7,31        | 0,30               | 6,53%  | 6,26%  | \| Contributions brutes et nettes du Royaume-Uni (en milliards d'€) - Contributions brutes - Contributions nettes \| \| -------------------------------------------------------------------------------------------------------------- \| |
| 2009 | 7,90               | 6,25        | 1,65               | 6,67%  | 6,72%  | \| Contributions brutes et nettes du Royaume-Uni (en milliards d'€) - Contributions brutes - Contributions nettes \| \| -------------------------------------------------------------------------------------------------------------- \| |
| 2010 | 12,15              | 6,75        | 5,40               | 9,94%  | 9,51%  | \| Contributions brutes et nettes du Royaume-Uni (en milliards d'€) - Contributions brutes - Contributions nettes \| \| -------------------------------------------------------------------------------------------------------------- \| |
| 2011 | 11,27              | 6,57        | 4,70               | 8,71%  | 8,67%  | \| Contributions brutes et nettes du Royaume-Uni (en milliards d'€) - Contributions brutes - Contributions nettes \| \| -------------------------------------------------------------------------------------------------------------- \| |
| 2012 | 13,46              | 6,93        | 6,53               | 9,71%  | 9,65%  | \| Contributions brutes et nettes du Royaume-Uni (en milliards d'€) - Contributions brutes - Contributions nettes \| \| -------------------------------------------------------------------------------------------------------------- \| |
| 2013 | 14,51              | 6,31        | 8,20               | 9,77%  | 9,71%  | \| Contributions brutes et nettes du Royaume-Uni (en milliards d'€) - Contributions brutes - Contributions nettes \| \| -------------------------------------------------------------------------------------------------------------- \| |
| 2014 | 11,34              | 6,98        | 4,36               | 7,96%  | 7,88%  | \| Contributions brutes et nettes du Royaume-Uni (en milliards d'€) - Contributions brutes - Contributions nettes \| \| -------------------------------------------------------------------------------------------------------------- \| |
| 2015 | 18,21              | 7,46        | 10,75              | 12,54% | 12,47% | \| Contributions brutes et nettes du Royaume-Uni (en milliards d'€) - Contributions brutes - Contributions nettes \| \| -------------------------------------------------------------------------------------------------------------- \| |
| 2016 | 13,46              | 7,05        | 6,41               | 9,87%  | 9,34%  | \| Contributions brutes et nettes du Royaume-Uni (en milliards d'€) - Contributions brutes - Contributions nettes \| \| -------------------------------------------------------------------------------------------------------------- \| |
| 2017 | 10,57              | 6,33        | 4,25               | 7,69%  | 7,60%  | \| Contributions brutes et nettes du Royaume-Uni (en milliards d'€) - Contributions brutes - Contributions nettes \| \| -------------------------------------------------------------------------------------------------------------- \| |
| 2018 | 13,46              | 6,63        | 6,83               | 8,59%  | 8,49%  | \| Contributions brutes et nettes du Royaume-Uni (en milliards d'€) - Contributions brutes - Contributions nettes \| \| -------------------------------------------------------------------------------------------------------------- \| |
| 2019 | 14,05              | 7,64        | 6,42               | 8,83%  | 8,57%  | \| Contributions brutes et nettes du Royaume-Uni (en milliards d'€) - Contributions brutes - Contributions nettes \| \| -------------------------------------------------------------------------------------------------------------- \| |
| 2020 | 17,08              | 6,83        | 10,25              | 9,85%  | 9,80%  | \| Contributions brutes et nettes du Royaume-Uni (en milliards d'€) - Contributions brutes - Contributions nettes \| \| -------------------------------------------------------------------------------------------------------------- \| |
| Contributions brutes et nettes du Royaume-Uni (en milliards d'€) - Contributions brutes - Contributions nettes |                    |             |                    |        |        | |

#### Totaux
Montants en milliards d'€
| Contributions brutes 2000-2020 | CB/DT | CB/RT | CB 2000-2020 Min | CB 2000-2020 Max | Contributions nettes 2000-2020 | CN 2000-2020 Min | CN 2000-2020 Max |
| ------------------------------ | ----- | ----- | ---------------- | ---------------- | ------------------------------ | ---------------- | ---------------- |
| 235,95                         | 9,11% | 8,84% | 4,63             | 18,21            | 89,36                          | -1,23            | 10,75            |

### 26.Slovaquie

#### Par année
Montants en milliards d'€
| Année | Contribution brute | Fonds reçus | Contribution nette | CB/DT | CB/RT | Graphique |
| --- | ------------------ | ----------- | ------------------ | ----- | ----- | --- |
| 2000 | -                  | -           | -                  | -     | -     | \| Contributions brutes et nettes de la Slovaquie (en milliards d'€) - Contributions brutes - Contributions nettes \| \| --------------------------------------------------------------------------------------------------------------- \| |
| 2001 | -                  | -           | -                  | -     | -     | \| Contributions brutes et nettes de la Slovaquie (en milliards d'€) - Contributions brutes - Contributions nettes \| \| --------------------------------------------------------------------------------------------------------------- \| |
| 2002 | -                  | -           | -                  | -     | -     | \| Contributions brutes et nettes de la Slovaquie (en milliards d'€) - Contributions brutes - Contributions nettes \| \| --------------------------------------------------------------------------------------------------------------- \| |
| 2003 | -                  | -           | -                  | -     | -     | \| Contributions brutes et nettes de la Slovaquie (en milliards d'€) - Contributions brutes - Contributions nettes \| \| --------------------------------------------------------------------------------------------------------------- \| |
| 2004 | 0,20               | 0,39        | - 0,19             | 0,20% | 0,19% | \| Contributions brutes et nettes de la Slovaquie (en milliards d'€) - Contributions brutes - Contributions nettes \| \| --------------------------------------------------------------------------------------------------------------- \| |
| 2005 | 0,31               | 0,61        | - 0,29             | 0,30% | 0,29% | \| Contributions brutes et nettes de la Slovaquie (en milliards d'€) - Contributions brutes - Contributions nettes \| \| --------------------------------------------------------------------------------------------------------------- \| |
| 2006 | 0,35               | 0,70        | - 0,35             | 0,33% | 0,32% | \| Contributions brutes et nettes de la Slovaquie (en milliards d'€) - Contributions brutes - Contributions nettes \| \| --------------------------------------------------------------------------------------------------------------- \| |
| 2007 | 0,43               | 1,08        | - 0,65             | 0,38% | 0,37% | \| Contributions brutes et nettes de la Slovaquie (en milliards d'€) - Contributions brutes - Contributions nettes \| \| --------------------------------------------------------------------------------------------------------------- \| |
| 2008 | 0,48               | 1,24        | - 0,76             | 0,41% | 0,39% | \| Contributions brutes et nettes de la Slovaquie (en milliards d'€) - Contributions brutes - Contributions nettes \| \| --------------------------------------------------------------------------------------------------------------- \| |
| 2009 | 0,63               | 1,19        | - 0,56             | 0,53% | 0,54% | \| Contributions brutes et nettes de la Slovaquie (en milliards d'€) - Contributions brutes - Contributions nettes \| \| --------------------------------------------------------------------------------------------------------------- \| |
| 2010 | 0,54               | 1,91        | - 1,36             | 0,44% | 0,42% | \| Contributions brutes et nettes de la Slovaquie (en milliards d'€) - Contributions brutes - Contributions nettes \| \| --------------------------------------------------------------------------------------------------------------- \| |
| 2011 | 0,58               | 1,79        | - 1,21             | 0,45% | 0,45% | \| Contributions brutes et nettes de la Slovaquie (en milliards d'€) - Contributions brutes - Contributions nettes \| \| --------------------------------------------------------------------------------------------------------------- \| |
| 2012 | 0,65               | 2,29        | - 1,64             | 0,47% | 0,47% | \| Contributions brutes et nettes de la Slovaquie (en milliards d'€) - Contributions brutes - Contributions nettes \| \| --------------------------------------------------------------------------------------------------------------- \| |
| 2013 | 0,71               | 2,03        | - 1,31             | 0,48% | 0,47% | \| Contributions brutes et nettes de la Slovaquie (en milliards d'€) - Contributions brutes - Contributions nettes \| \| --------------------------------------------------------------------------------------------------------------- \| |
| 2014 | 0,63               | 1,67        | - 1,04             | 0,44% | 0,44% | \| Contributions brutes et nettes de la Slovaquie (en milliards d'€) - Contributions brutes - Contributions nettes \| \| --------------------------------------------------------------------------------------------------------------- \| |
| 2015 | 0,61               | 3,73        | - 3,13             | 0,42% | 0,42% | \| Contributions brutes et nettes de la Slovaquie (en milliards d'€) - Contributions brutes - Contributions nettes \| \| --------------------------------------------------------------------------------------------------------------- \| |
| 2016 | 0,68               | 2,66        | - 1,98             | 0,50% | 0,47% | \| Contributions brutes et nettes de la Slovaquie (en milliards d'€) - Contributions brutes - Contributions nettes \| \| --------------------------------------------------------------------------------------------------------------- \| |
| 2017 | 0,60               | 1,65        | - 1,05             | 0,44% | 0,43% | \| Contributions brutes et nettes de la Slovaquie (en milliards d'€) - Contributions brutes - Contributions nettes \| \| --------------------------------------------------------------------------------------------------------------- \| |
| 2018 | 0,76               | 2,46        | - 1,69             | 0,49% | 0,48% | \| Contributions brutes et nettes de la Slovaquie (en milliards d'€) - Contributions brutes - Contributions nettes \| \| --------------------------------------------------------------------------------------------------------------- \| |
| 2019 | 0,75               | 2,30        | - 1,55             | 0,47% | 0,46% | \| Contributions brutes et nettes de la Slovaquie (en milliards d'€) - Contributions brutes - Contributions nettes \| \| --------------------------------------------------------------------------------------------------------------- \| |
| 2020 | 0,88               | 2,59        | - 1,72             | 0,51% | 0,50% | \| Contributions brutes et nettes de la Slovaquie (en milliards d'€) - Contributions brutes - Contributions nettes \| \| --------------------------------------------------------------------------------------------------------------- \| |
| Contributions brutes et nettes de la Slovaquie (en milliards d'€) - Contributions brutes - Contributions nettes |                    |             |                    |       |       | |

#### Totaux
Montants en milliards d'€
| Contributions brutes 2000-2020 | CB/DT | CB/RT | CB 2000-2020 Min | CB 2000-2020 Max | Contributions nettes 2000-2020 | CN 2000-2020 Min | CN 2000-2020 Max |
| ------------------------------ | ----- | ----- | ---------------- | ---------------- | ------------------------------ | ---------------- | ---------------- |
| 9,79                           | 0,38% | 0,37% | 0,20             | 0,88             | -20,50                         | -3,12            | -0,19            |

### 27.Slovénie

#### Par année
Montants en milliards d'€
| Année | Contribution brute | Fonds reçus | Contribution nette | CB/DT | CB/RT | Graphique |
| --- | ------------------ | ----------- | ------------------ | ----- | ----- | --- |
| 2000 | -                  | -           | -                  | -     | -     | \| Contributions brutes et nettes de la Slovénie (en milliards d'€) - Contributions brutes - Contributions nettes \| \| -------------------------------------------------------------------------------------------------------------- \| |
| 2001 | -                  | -           | -                  | -     | -     | \| Contributions brutes et nettes de la Slovénie (en milliards d'€) - Contributions brutes - Contributions nettes \| \| -------------------------------------------------------------------------------------------------------------- \| |
| 2002 | -                  | -           | -                  | -     | -     | \| Contributions brutes et nettes de la Slovénie (en milliards d'€) - Contributions brutes - Contributions nettes \| \| -------------------------------------------------------------------------------------------------------------- \| |
| 2003 | -                  | -           | -                  | -     | -     | \| Contributions brutes et nettes de la Slovénie (en milliards d'€) - Contributions brutes - Contributions nettes \| \| -------------------------------------------------------------------------------------------------------------- \| |
| 2004 | 0,16               | 0,28        | - 0,12             | 0,16% | 0,15% | \| Contributions brutes et nettes de la Slovénie (en milliards d'€) - Contributions brutes - Contributions nettes \| \| -------------------------------------------------------------------------------------------------------------- \| |
| 2005 | 0,25               | 0,37        | - 0,12             | 0,24% | 0,23% | \| Contributions brutes et nettes de la Slovénie (en milliards d'€) - Contributions brutes - Contributions nettes \| \| -------------------------------------------------------------------------------------------------------------- \| |
| 2006 | 0,24               | 0,41        | - 0,16             | 0,23% | 0,22% | \| Contributions brutes et nettes de la Slovénie (en milliards d'€) - Contributions brutes - Contributions nettes \| \| -------------------------------------------------------------------------------------------------------------- \| |
| 2007 | 0,28               | 0,39        | - 0,11             | 0,25% | 0,24% | \| Contributions brutes et nettes de la Slovénie (en milliards d'€) - Contributions brutes - Contributions nettes \| \| -------------------------------------------------------------------------------------------------------------- \| |
| 2008 | 0,32               | 0,46        | - 0,14             | 0,27% | 0,26% | \| Contributions brutes et nettes de la Slovénie (en milliards d'€) - Contributions brutes - Contributions nettes \| \| -------------------------------------------------------------------------------------------------------------- \| |
| 2009 | 0,36               | 0,62        | - 0,26             | 0,30% | 0,31% | \| Contributions brutes et nettes de la Slovénie (en milliards d'€) - Contributions brutes - Contributions nettes \| \| -------------------------------------------------------------------------------------------------------------- \| |
| 2010 | 0,32               | 0,76        | - 0,44             | 0,26% | 0,25% | \| Contributions brutes et nettes de la Slovénie (en milliards d'€) - Contributions brutes - Contributions nettes \| \| -------------------------------------------------------------------------------------------------------------- \| |
| 2011 | 0,33               | 0,85        | - 0,52             | 0,26% | 0,25% | \| Contributions brutes et nettes de la Slovénie (en milliards d'€) - Contributions brutes - Contributions nettes \| \| -------------------------------------------------------------------------------------------------------------- \| |
| 2012 | 0,33               | 0,93        | - 0,60             | 0,24% | 0,24% | \| Contributions brutes et nettes de la Slovénie (en milliards d'€) - Contributions brutes - Contributions nettes \| \| -------------------------------------------------------------------------------------------------------------- \| |
| 2013 | 0,37               | 0,81        | - 0,45             | 0,25% | 0,25% | \| Contributions brutes et nettes de la Slovénie (en milliards d'€) - Contributions brutes - Contributions nettes \| \| -------------------------------------------------------------------------------------------------------------- \| |
| 2014 | 0,33               | 1,14        | - 0,82             | 0,23% | 0,23% | \| Contributions brutes et nettes de la Slovénie (en milliards d'€) - Contributions brutes - Contributions nettes \| \| -------------------------------------------------------------------------------------------------------------- \| |
| 2015 | 0,34               | 0,94        | - 0,60             | 0,23% | 0,23% | \| Contributions brutes et nettes de la Slovénie (en milliards d'€) - Contributions brutes - Contributions nettes \| \| -------------------------------------------------------------------------------------------------------------- \| |
| 2016 | 0,36               | 0,54        | - 0,18             | 0,26% | 0,25% | \| Contributions brutes et nettes de la Slovénie (en milliards d'€) - Contributions brutes - Contributions nettes \| \| -------------------------------------------------------------------------------------------------------------- \| |
| 2017 | 0,29               | 0,48        | - 0,18             | 0,21% | 0,21% | \| Contributions brutes et nettes de la Slovénie (en milliards d'€) - Contributions brutes - Contributions nettes \| \| -------------------------------------------------------------------------------------------------------------- \| |
| 2018 | 0,39               | 0,93        | - 0,54             | 0,25% | 0,24% | \| Contributions brutes et nettes de la Slovénie (en milliards d'€) - Contributions brutes - Contributions nettes \| \| -------------------------------------------------------------------------------------------------------------- \| |
| 2019 | 0,41               | 0,94        | - 0,53             | 0,25% | 0,25% | \| Contributions brutes et nettes de la Slovénie (en milliards d'€) - Contributions brutes - Contributions nettes \| \| -------------------------------------------------------------------------------------------------------------- \| |
| 2020 | 0,46               | 1,05        | - 0,59             | 0,26% | 0,26% | \| Contributions brutes et nettes de la Slovénie (en milliards d'€) - Contributions brutes - Contributions nettes \| \| -------------------------------------------------------------------------------------------------------------- \| |
| Contributions brutes et nettes de la Slovénie (en milliards d'€) - Contributions brutes - Contributions nettes |                    |             |                    |       |       | |

#### Totaux
Montants en milliards d'€
| Contributions brutes 2000-2020 | CB/DT | CB/RT | CB 2000-2020 Min | CB 2000-2020 Max | Contributions nettes 2000-2020 | CN 2000-2020 Min | CN 2000-2020 Max |
| ------------------------------ | ----- | ----- | ---------------- | ---------------- | ------------------------------ | ---------------- | ---------------- |
| 5,53                           | 0,21% | 0,21% | 0,16             | 0,46             | -6,37                          | -0,81            | -0,11            |

### 28.Suède

#### Par année
Montants en milliards d'€
| Année | Contribution brute | Fonds reçus | Contribution nette | CB/DT | CB/RT | Graphique |
| --- | ------------------ | ----------- | ------------------ | ----- | ----- | --- |
| 2000 | 2,24               | 1,20        | 1,04               | 2,68% | 2,42% | \| Contributions brutes et nettes de la Suède (en milliards d'€) - Contributions brutes - Contributions nettes \| \| ----------------------------------------------------------------------------------------------------------- \| |
| 2001 | 1,98               | 1,08        | 0,90               | 2,48% | 2,10% | \| Contributions brutes et nettes de la Suède (en milliards d'€) - Contributions brutes - Contributions nettes \| \| ----------------------------------------------------------------------------------------------------------- \| |
| 2002 | 1,85               | 1,24        | 0,62               | 2,17% | 1,94% | \| Contributions brutes et nettes de la Suède (en milliards d'€) - Contributions brutes - Contributions nettes \| \| ----------------------------------------------------------------------------------------------------------- \| |
| 2003 | 2,22               | 1,45        | 0,77               | 2,45% | 2,38% | \| Contributions brutes et nettes de la Suède (en milliards d'€) - Contributions brutes - Contributions nettes \| \| ----------------------------------------------------------------------------------------------------------- \| |
| 2004 | 2,37               | 1,45        | 0,91               | 2,37% | 2,29% | \| Contributions brutes et nettes de la Suède (en milliards d'€) - Contributions brutes - Contributions nettes \| \| ----------------------------------------------------------------------------------------------------------- \| |
| 2005 | 2,30               | 1,56        | 0,74               | 2,19% | 2,15% | \| Contributions brutes et nettes de la Suède (en milliards d'€) - Contributions brutes - Contributions nettes \| \| ----------------------------------------------------------------------------------------------------------- \| |
| 2006 | 2,30               | 1,57        | 0,72               | 2,16% | 2,12% | \| Contributions brutes et nettes de la Suède (en milliards d'€) - Contributions brutes - Contributions nettes \| \| ----------------------------------------------------------------------------------------------------------- \| |
| 2007 | 2,48               | 1,66        | 0,82               | 2,18% | 2,11% | \| Contributions brutes et nettes de la Suède (en milliards d'€) - Contributions brutes - Contributions nettes \| \| ----------------------------------------------------------------------------------------------------------- \| |
| 2008 | 2,77               | 1,46        | 1,30               | 2,38% | 2,28% | \| Contributions brutes et nettes de la Suède (en milliards d'€) - Contributions brutes - Contributions nettes \| \| ----------------------------------------------------------------------------------------------------------- \| |
| 2009 | 1,48               | 1,45        | 0,03               | 1,25% | 1,26% | \| Contributions brutes et nettes de la Suède (en milliards d'€) - Contributions brutes - Contributions nettes \| \| ----------------------------------------------------------------------------------------------------------- \| |
| 2010 | 2,81               | 1,65        | 1,16               | 2,30% | 2,20% | \| Contributions brutes et nettes de la Suède (en milliards d'€) - Contributions brutes - Contributions nettes \| \| ----------------------------------------------------------------------------------------------------------- \| |
| 2011 | 2,87               | 1,76        | 1,11               | 2,22% | 2,21% | \| Contributions brutes et nettes de la Suède (en milliards d'€) - Contributions brutes - Contributions nettes \| \| ----------------------------------------------------------------------------------------------------------- \| |
| 2012 | 3,29               | 1,57        | 1,72               | 2,37% | 2,36% | \| Contributions brutes et nettes de la Suède (en milliards d'€) - Contributions brutes - Contributions nettes \| \| ----------------------------------------------------------------------------------------------------------- \| |
| 2013 | 3,77               | 1,66        | 2,11               | 2,54% | 2,52% | \| Contributions brutes et nettes de la Suède (en milliards d'€) - Contributions brutes - Contributions nettes \| \| ----------------------------------------------------------------------------------------------------------- \| |
| 2014 | 3,83               | 1,69        | 2,14               | 2,69% | 2,66% | \| Contributions brutes et nettes de la Suède (en milliards d'€) - Contributions brutes - Contributions nettes \| \| ----------------------------------------------------------------------------------------------------------- \| |
| 2015 | 3,51               | 1,47        | 2,05               | 2,42% | 2,40% | \| Contributions brutes et nettes de la Suède (en milliards d'€) - Contributions brutes - Contributions nettes \| \| ----------------------------------------------------------------------------------------------------------- \| |
| 2016 | 2,68               | 1,71        | 0,97               | 1,96% | 1,86% | \| Contributions brutes et nettes de la Suède (en milliards d'€) - Contributions brutes - Contributions nettes \| \| ----------------------------------------------------------------------------------------------------------- \| |
| 2017 | 2,63               | 1,50        | 1,13               | 1,91% | 1,89% | \| Contributions brutes et nettes de la Suède (en milliards d'€) - Contributions brutes - Contributions nettes \| \| ----------------------------------------------------------------------------------------------------------- \| |
| 2018 | 3,30               | 1,81        | 1,49               | 2,11% | 2,08% | \| Contributions brutes et nettes de la Suède (en milliards d'€) - Contributions brutes - Contributions nettes \| \| ----------------------------------------------------------------------------------------------------------- \| |
| 2019 | 3,04               | 1,71        | 1,34               | 1,91% | 1,86% | \| Contributions brutes et nettes de la Suède (en milliards d'€) - Contributions brutes - Contributions nettes \| \| ----------------------------------------------------------------------------------------------------------- \| |
| 2020 | 4,10               | 2,19        | 1,91               | 2,36% | 2,35% | \| Contributions brutes et nettes de la Suède (en milliards d'€) - Contributions brutes - Contributions nettes \| \| ----------------------------------------------------------------------------------------------------------- \| |
| Contributions brutes et nettes de la Suède (en milliards d'€) - Contributions brutes - Contributions nettes |                    |             |                    |       |       | |

#### Totaux
Montants en milliards d'€
| Contributions brutes 2000-2020 | CB/DT | CB/RT | CB 2000-2020 Min | CB 2000-2020 Max | Contributions nettes 2000-2020 | CN 2000-2020 Min | CN 2000-2020 Max |
| ------------------------------ | ----- | ----- | ---------------- | ---------------- | ------------------------------ | ---------------- | ---------------- |
| 57,82                          | 2,23% | 2,17% | 1,48             | 4,10             | 24,98                          | 0,03             | 2,14             |

## Récapitulatif

### Tableau 2000-2020 (en milliards d'€)
| Pays               | Contributions brutes 2000-2020 | CB/DT  | CB/RT  | CB 2000-2020 Min | CB 2000-2020 Max | Contributions nettes 2000-2020 | CN 2000-2020 Min | CN 2000-2020 Max |
| ------------------ | ------------------------------ | ------ | ------ | ---------------- | ---------------- | ------------------------------ | ---------------- | ---------------- |
| Allemagne          | 434,85                         | 16,80% | 16,30% | 15,62            | 28,06            | 190,81                         | 3,92             | 15,50            |
| Autriche           | 50,47                          | 1,95%  | 1,89%  | 1,66             | 3,55             | 13,55                          | 0,10             | 1,43             |
| Belgique           | 66,39                          | 2,56%  | 2,49%  | 2,13             | 4,67             | -67,20                         | -4,92            | -1,71            |
| Bulgarie           | 5,45                           | 0,21%  | 0,20%  | 0,23             | 0,59             | -18,97                         | -2,31            | -0,36            |
| Chypre             | 2,61                           | 0,10%  | 0,10%  | 0,08             | 0,22             | -0,80                          | -0,13            | 0,01             |
| Croatie            | 3,14                           | 0,12%  | 0,12%  | 0,23             | 0,50             | -5,79                          | -2,19            | -0,06            |
| Danemark           | 42,57                          | 1,64%  | 1,60%  | 1,37             | 2,82             | 11,39                          | -0,27            | 1,29             |
| Espagne            | 183,09                         | 7,07%  | 6,86%  | 5,53             | 11,04            | -90,55                         | -9,24            | -1,05            |
| Estonie            | 2,66                           | 0,10%  | 0,10%  | 0,05             | 0,28             | -8,24                          | -0,94            | -0,15            |
| Finlande           | 34,12                          | 1,32%  | 1,28%  | 1,10             | 2,32             | 5,79                           | -0,29            | 0,76             |
| France             | 368,32                         | 14,23% | 13,80% | 12,87            | 23,69            | 85,63                          | 0,49             | 9,27             |
| Grèce              | 34,64                          | 1,34%  | 1,30%  | 1,13             | 2,79             | -94,43                         | -6,41            | -3,20            |
| Hongrie            | 14,83                          | 0,57%  | 0,56%  | 0,48             | 1,30             | -55,64                         | -5,73            | -0,23            |
| Irlande            | 30,08                          | 1,16%  | 1,13%  | 0,88             | 2,38             | -14,90                         | -1,74            | 0,26             |
| Italie             | 278,13                         | 10,74% | 10,42% | 9,52             | 16,60            | 56,28                          | -1,29            | 4,88             |
| Lettonie           | 3,25                           | 0,13%  | 0,12%  | 0,06             | 0,29             | -11,26                         | -1,13            | -0,21            |
| Lituanie           | 4,79                           | 0,19%  | 0,18%  | 0,10             | 0,45             | -20,12                         | -2,15            | -0,39            |
| Luxembourg         | 5,61                           | 0,22%  | 0,21%  | 0,16             | 0,39             | -25,47                         | -2,06            | -0,65            |
| Malte              | 1,16                           | 0,04%  | 0,04%  | 0,03             | 0,12             | -1,43                          | -0,18            | -0,02            |
| Pays-Bas           | 88,98                          | 3,44%  | 3,33%  | 1,61             | 6,39             | 43,60                          | -0,24            | 4,38             |
| Pologne            | 54,77                          | 2,12%  | 2,05%  | 1,20             | 4,88             | -127,19                        | -13,91           | -1,52            |
| Portugal           | 30,81                          | 1,19%  | 1,15%  | 1,07             | 2,01             | -59,27                         | -5,14            | -1,07            |
| République tchèque | 22,08                          | 0,85%  | 0,83%  | 0,50             | 2,02             | -38,31                         | -5,75            | -0,23            |
| Roumanie           | 18,75                          | 0,72%  | 0,70%  | 0,93             | 2,05             | -44,02                         | -5,95            | -0,67            |
| Royaume-Uni        | 235,95                         | 9,11%  | 8,84%  | 4,63             | 18,21            | 89,36                          | -1,23            | 10,75            |
| Slovaquie          | 9,79                           | 0,38%  | 0,37%  | 0,20             | 0,88             | -20,50                         | -3,12            | -0,19            |
| Slovénie           | 5,53                           | 0,21%  | 0,21%  | 0,16             | 0,46             | -6,37                          | -0,81            | -0,11            |
| Suède              | 57,82                          | 2,23%  | 2,17%  | 1,48             | 4,10             | 24,98                          | 0,03             | 2,14             |

### Histogramme contributions brutes 2000-2020 (en milliards d'€)
Pour des raisons techniques, il est temporairement impossible d'afficher le graphique qui aurait dû être présenté ici.

### Histogramme contributions nettes 2000-2020 (en milliards d'€)
Pour des raisons techniques, il est temporairement impossible d'afficher le graphique qui aurait dû être présenté ici.

## Évolution des contributions des États membres au budget
La participation des États membres au budget communautaire a évolué avec les élargissement successifs.
| États membres (par date d'entrée) | 1971 - 6 États membres | 1er élargissement | 2e élargissement | 3e élargissement | 4e élargissement | 5e élargissement | 6e élargissement |
| --------------------------------- | ---------------------- | ----------------- | ---------------- | ---------------- | ---------------- | ---------------- | ---------------- |
| RFA puis Allemagne                | 31,7 %                 | 29,1 %            | 28,9 %           | 26,2 %           | 29,3 %           | 21,2 %           | 19,5 %           |
| Belgique                          | 8,2 %                  | 7,4 %             | 5,4 %            | 4,4 %            | 3,8 %            | 4,0 %            | 3,9 %            |
| France                            | 28,1 %                 | 24,5 %            | 19,9 %           | 19,1 %           | 17,9 %           | 17,0 %           | 16,7 %           |
| Italie                            | 21,6 %                 | 19,2 %            | 12,7 %           | 13,5 %           | 11,6 %           | 14,1 %           | 13,8 %           |
| Luxembourg                        | 0,2 %                  | 0,2 %             | 0,1 %            | 0,2 %            | 0,2 %            | 0,2 %            | 0,3 %            |
| Pays-Bas                          | 10,2 %                 | 9,4 %             | 7,5 %            | 6,4 %            | 5,8 %            | 5,6 %            | 4,4 %            |
| Danemark                          |                        | 1,1 %             | 2,1 %            | 2,2 %            | 1,8 %            | 2,1 %            | 2 %              |
| Irlande                           |                        | 0,3 %             | 0,8 %            | 1,1 %            | 1,1 %            | 1,3 %            | 1,3 %            |
| Royaume-Uni                       |                        | 8,8 %             | 20,8 %           | 15,3 %           | 12,7 %           | 12,1 %           | 12,3 %           |
| Grèce                             |                        |                   | 1,8 %            | 1,9 %            | 1,4 %            | 1,8 %            | 1,8 %            |
| Espagne                           |                        |                   |                  | 8,7 %            | 6,3 %            | 8,6 %            | 9 %              |
| Portugal                          |                        |                   |                  | 1,0 %            | 1,5 %            | 1,4 %            | 1,4 %            |
| Autriche                          |                        |                   |                  |                  | 2,7 %            | 2,2 %            | 2,3 %            |
| Finlande                          |                        |                   |                  |                  | 1,4 %            | 1,5 %            | 1,5 %            |
| Suède                             |                        |                   |                  |                  | 2,5 %            | 2,8 %            | 2,4 %            |
| Chypre                            |                        |                   |                  |                  |                  | 0,1 %            | 0,1 %            |
| Estonie                           |                        |                   |                  |                  |                  | 0,1 %            | 0,1 %            |
| Hongrie                           |                        |                   |                  |                  |                  | 0,6 %            | 1 %              |
| Lettonie                          |                        |                   |                  |                  |                  | 0,1 %            | 0,2 %            |
| Lituanie                          |                        |                   |                  |                  |                  | 0,1 %            | 0,2 %            |
| Malte                             |                        |                   |                  |                  |                  | 0,1 %            | 0,1 %            |
| Pologne                           |                        |                   |                  |                  |                  | 1,3 %            | 2,6 %            |
| République tchèque                |                        |                   |                  |                  |                  | 0,6 %            | 1,1 %            |
| Slovaquie                         |                        |                   |                  |                  |                  | 0,2 %            | 0,4 %            |
| Slovénie                          |                        |                   |                  |                  |                  | 0,2 %            | 0,4 %            |
| Bulgarie                          |                        |                   |                  |                  |                  |                  | 0,3 %            |
| Roumanie                          |                        |                   |                  |                  |                  |                  | 0,9 %            |